# Interlands Mexicaans voetbalelftal 2010-2019
Deze pagina toont een chronologisch en gedetailleerd overzicht van de interlands die het Mexicaans voetbalelftal  speelde in de periode 2010 – 2019.

## Interlands

### 2010
|                                                        |                                                                                              |       |         |                                                                                         |
| 24 februari Vriendschappelijk № 744 «onderlinge duels» | Mexico                                                                                       | 5 – 0 | Bolivia | Candlestick Park, San Francisco Toeschouwers: 34.244 Scheidsrechter: Terry Vaughn (USA) |
| 24 februari Vriendschappelijk № 744 «onderlinge duels» | Pablo Barrera 2' Javier Hernández 12' Braulio Luna 18' Javier Hernández 20' Paul Aguilar 52' |       |         | Candlestick Park, San Francisco Toeschouwers: 34.244 Scheidsrechter: Terry Vaughn (USA) |

|                                                    |               |                                    |        |                                                                             |
| 3 maart Vriendschappelijk № 745 «onderlinge duels» | Nieuw-Zeeland | 0 – 2                              | Mexico | Rose Bowl, Pasadena Toeschouwers: 90.526 Scheidsrechter: Jair Marrufo (USA) |
| 3 maart Vriendschappelijk № 745 «onderlinge duels» |               | 53' Carlos Salcido 57' Carlos Vela |        | Rose Bowl, Pasadena Toeschouwers: 90.526 Scheidsrechter: Jair Marrufo (USA) |

|                                                     |                                          |       |                   |                                                                         |
| 17 maart Vriendschappelijk № 746 «onderlinge duels» | Mexico                                   | 2 – 1 | Noord-Korea       | Corona, Torreón Toeschouwers: 30.000 Scheidsrechter: Terry Vaughn (USA) |
| 17 maart Vriendschappelijk № 746 «onderlinge duels» | Cuauhtémoc Blanco 52' Jonny Maggalón 68' |       | 56' Kum-Chol Choe | Corona, Torreón Toeschouwers: 30.000 Scheidsrechter: Terry Vaughn (USA) |

|                                                     |        |       |         |                                                                                           |
| 24 maart Vriendschappelijk № 747 «onderlinge duels» | Mexico | 0 – 0 | IJsland | Bank of America Stadium, Charlotte Toeschouwers: 63.227 Scheidsrechter: Mark Geiger (USA) |
| 24 maart Vriendschappelijk № 747 «onderlinge duels» |        |       |         | Bank of America Stadium, Charlotte Toeschouwers: 63.227 Scheidsrechter: Mark Geiger (USA) |

|                                                  |        |       |         |                                                                                  |
| 7 mei Vriendschappelijk № 748 «onderlinge duels» | Mexico | 0 – 0 | Ecuador | Meadowlands Sports Complex, East Rutherford Scheidsrechter: Steven Depiero (CAN) |
| 7 mei Vriendschappelijk № 748 «onderlinge duels» |        |       |         | Meadowlands Sports Complex, East Rutherford Scheidsrechter: Steven Depiero (CAN) |

|                                                   |                    |       |         |                                                                                   |
| 10 mei Vriendschappelijk № 749 «onderlinge duels» | Mexico             | 1 – 0 | Senegal | Soldier Field, Chicago Toeschouwers: 60.000 Scheidsrechter: Ricardo Salazar (USA) |
| 10 mei Vriendschappelijk № 749 «onderlinge duels» | Alberto Medina 60' |       |         | Soldier Field, Chicago Toeschouwers: 60.000 Scheidsrechter: Ricardo Salazar (USA) |

|                                                   |                     |       |        |                                                                                      |
| 13 mei Vriendschappelijk № 750 «onderlinge duels» | Mexico              | 1 – 0 | Angola | Reliant Stadium, Houston Toeschouwers: 70.099 Scheidsrechter: Baldomero Toledo (USA) |
| 13 mei Vriendschappelijk № 750 «onderlinge duels» | Andrés Guardado 52' |       |        | Reliant Stadium, Houston Toeschouwers: 70.099 Scheidsrechter: Baldomero Toledo (USA) |

|                                                   |                    |       |       |                                                                                    |
| 16 mei Vriendschappelijk № 751 «onderlinge duels» | Mexico             | 1 – 0 | Chili | Aztekenstadion, Mexico-Stad Toeschouwers: 95.000 Scheidsrechter: Mark Geiger (USA) |
| 16 mei Vriendschappelijk № 751 «onderlinge duels» | Alberto Medina 14' |       |       | Aztekenstadion, Mexico-Stad Toeschouwers: 95.000 Scheidsrechter: Mark Geiger (USA) |

|                                                   |                                                   |       |                      |                                                                                          |
| 24 mei Vriendschappelijk № 752 «onderlinge duels» | Engeland                                          | 3 – 1 | Mexico               | Wembley National Stadium, Londen Toeschouwers: 88.638 Scheidsrechter: Masaaki Toma (JAP) |
| 24 mei Vriendschappelijk № 752 «onderlinge duels» | Ledley King 17' Peter Crouch 35' Glen Johnson 47' |       | 45' Guillermo Franco | Wembley National Stadium, Londen Toeschouwers: 88.638 Scheidsrechter: Masaaki Toma (JAP) |

|                                                   |                                           |       |                      |                                                                                                  |
| 26 mei Vriendschappelijk № 753 «onderlinge duels» | Nederland                                 | 2 – 1 | Mexico               | MAGE SOLAR Stadion, Freiburg im Breisgau Toeschouwers: 22.000 Scheidsrechter: Manuel Gräfe (DUI) |
| 26 mei Vriendschappelijk № 753 «onderlinge duels» | Robin van Persie 17' Robin van Persie 41' |       | 74' Javier Hernández | MAGE SOLAR Stadion, Freiburg im Breisgau Toeschouwers: 22.000 Scheidsrechter: Manuel Gräfe (DUI) |

|                                                   | |       |                  |                                                                                          |
| 30 mei Vriendschappelijk № 754 «onderlinge duels» | Mexico                                                                                               | 5 – 1 | Gambia           | Hans-Walter-Wild Stadion, Bayreuth Toeschouwers: 5.000 Scheidsrechter: Felix Brych (GER) |
| 30 mei Vriendschappelijk № 754 «onderlinge duels» | Javier Hernández 18' Javier Hernández 50' Adolfo Bautista 59' Adolfo Bautista 74' Alberto Medina 81' |       | 65' Ebrima Sohna | Hans-Walter-Wild Stadion, Bayreuth Toeschouwers: 5.000 Scheidsrechter: Felix Brych (GER) |

|                                                   |                      |       |                                    |                                                                                           |
| 3 juni Vriendschappelijk № 755 «onderlinge duels» | Italië               | 1 – 2 | Mexico                             | Koning Boudewijnstadion, Brussel Toeschouwers: 30.000 Scheidsrechter: Johan Verbist (BEL) |
| 3 juni Vriendschappelijk № 755 «onderlinge duels» | Leonardo Bonucci 89' |       | 17' Carlos Vela 84' Alberto Medina | Koning Boudewijnstadion, Brussel Toeschouwers: 30.000 Scheidsrechter: Johan Verbist (BEL) |

| Wereldkampioenschap voetbal 2010 |
| -------------------------------- |

|                                          |                        |       |                    |                                                                                      |
| 11 juni WK 2010 № 756 «onderlinge duels» | Zuid-Afrika            | 1 – 1 | Mexico             | Soccer City, Johannesburg Toeschouwers: 84.490 Scheidsrechter: Ravshan Irmatov (OEZ) |
| 11 juni WK 2010 № 756 «onderlinge duels» | Siphiwe Tshabalala 55' |       | 79' Rafael Márquez | Soccer City, Johannesburg Toeschouwers: 84.490 Scheidsrechter: Ravshan Irmatov (OEZ) |

|                                          |           |                                                   |        |                                                                                             |
| 17 juni WK 2010 № 757 «onderlinge duels» | Frankrijk | 0 – 2                                             | Mexico | Peter Mokaba Stadion, Polokwane Toeschouwers: 35.370 Scheidsrechter: Khalil Al Ghamdi (SAA) |
| 17 juni WK 2010 № 757 «onderlinge duels» |           | 64' Javier Hernández 79' (pen.) Cuauhtémoc Blanco |        | Peter Mokaba Stadion, Polokwane Toeschouwers: 35.370 Scheidsrechter: Khalil Al Ghamdi (SAA) |

|                                          |        |                 |         |                                                                                             |
| 22 juni WK 2010 № 758 «onderlinge duels» | Mexico | 0 – 1           | Uruguay | Royal Bafokeng Stadion, Rustenburg Toeschouwers: 33.425 Scheidsrechter: Viktor Kassai (HON) |
| 22 juni WK 2010 № 758 «onderlinge duels» |        | 43' Luis Suárez |         | Royal Bafokeng Stadion, Rustenburg Toeschouwers: 33.425 Scheidsrechter: Viktor Kassai (HON) |

|                                                         |                                                       |       |                      |                                                                                      |
| 27 juni WK 2010 Achtste finale № 759 «onderlinge duels» | Argentinië                                            | 3 – 1 | Mexico               | Soccer City, Johannesburg Toeschouwers: 84.377 Scheidsrechter: Roberto Rosetti (ITA) |
| 27 juni WK 2010 Achtste finale № 759 «onderlinge duels» | Carlos Tévez 26' Gonzalo Higuaín 33' Carlos Tévez 52' |       | 71' Javier Hernández | Soccer City, Johannesburg Toeschouwers: 84.377 Scheidsrechter: Roberto Rosetti (ITA) |

|  |  |  |  |  |  |  |  |  |

|                                                        |                      |       |                 |                                                                                        |
| 11 augustus Vriendschappelijk № 760 «onderlinge duels» | Mexico               | 1 – 1 | Spanje          | Aztekenstadion, Mexico-Stad Toeschouwers: 105.000 Scheidsrechter: Roberto Moreno (PAN) |
| 11 augustus Vriendschappelijk № 760 «onderlinge duels» | Javier Hernández 12' |       | 90' David Silva | Aztekenstadion, Mexico-Stad Toeschouwers: 105.000 Scheidsrechter: Roberto Moreno (PAN) |

|                                                        |                     |       |                                     |                                                                                     |
| 4 september Vriendschappelijk № 761 «onderlinge duels» | Mexico              | 1 – 2 | Ecuador                             | Estadio Omnilife, Zapopan Toeschouwers: 17.500 Scheidsrechter: Walter Quesada (CRC) |
| 4 september Vriendschappelijk № 761 «onderlinge duels» | Luis Checa 40' (ed) |       | 1' Cristian Benítez 58' Jaime Ayoví | Estadio Omnilife, Zapopan Toeschouwers: 17.500 Scheidsrechter: Walter Quesada (CRC) |

|                                                        |                     |       |          | |
| 7 september Vriendschappelijk № 762 «onderlinge duels» | Mexico              | 1 – 0 | Colombia | Estadio Universitario, San Nicolás de los Garza Toeschouwers: 43.000 Scheidsrechter: José Benigno (HON) |
| 7 september Vriendschappelijk № 762 «onderlinge duels» | Elias Hernández 89' |       |          | Estadio Universitario, San Nicolás de los Garza Toeschouwers: 43.000 Scheidsrechter: José Benigno (HON) |

|                                                       |                                             |       |                                |                                                                          |
| 12 oktober Vriendschappelijk № 763 «onderlinge duels» | Mexico                                      | 2 – 2 | Venezuela                      | Olimpico Benito Juárez, Ciudad Juárez Scheidsrechter: Joel Aguilar (ESA) |
| 12 oktober Vriendschappelijk № 763 «onderlinge duels» | Javier Hernández 34' Giovani dos Santos 61' |       | 6' Juan Arango 40' Juan Arango | Olimpico Benito Juárez, Ciudad Juárez Scheidsrechter: Joel Aguilar (ESA) |

### 2011
|                                                       |                                             |       |                       |                                                          |
| 9 februari Vriendschappelijk № 764 «onderlinge duels» | Mexico                                      | 2 – 0 | Bosnië en Herzegovina | Georgia Dome, Atlanta Scheidsrechter: Jair Marrufo (USA) |
| 9 februari Vriendschappelijk № 764 «onderlinge duels» | Miralem Pjanić 48' (e.d.) Édgar Pacheco 54' |       |                       | Georgia Dome, Atlanta Scheidsrechter: Jair Marrufo (USA) |

|                                                     |                                                              |       |                      |                                                          |
| 26 maart Vriendschappelijk № 765 «onderlinge duels» | Mexico                                                       | 3 – 1 | Paraguay             | McAfee Coliseum, Oakland Scheidsrechter: Paul Ward (CAN) |
| 26 maart Vriendschappelijk № 765 «onderlinge duels» | Javier Hernández 6' Andrés Guardado 28' Javier Hernández 34' |       | 87' Cristian Riveros | McAfee Coliseum, Oakland Scheidsrechter: Paul Ward (CAN) |

|                                                     |                    |       |                         |                                                                   |
| 29 maart Vriendschappelijk № 766 «onderlinge duels» | Mexico             | 1 – 1 | Venezuela               | Qualcomm Stadium, San Diego Scheidsrechter: Ricardo Salazar (USA) |
| 29 maart Vriendschappelijk № 766 «onderlinge duels» | Aldo de Nigris 62' |       | 76' Oswaldo Vizcarrondo | Qualcomm Stadium, San Diego Scheidsrechter: Ricardo Salazar (USA) |

|                                                   |                      |       |                    |                                                                                 |
| 28 mei Vriendschappelijk № 767 «onderlinge duels» | Mexico               | 1 – 1 | Ecuador            | Qwest Field, Seattle Toeschouwers: 50.305 Scheidsrechter: Edvin Jurisevic (USA) |
| 28 mei Vriendschappelijk № 767 «onderlinge duels» | Jorge Torres Nilo 7' |       | 37' Michael Arroyo | Qwest Field, Seattle Toeschouwers: 50.305 Scheidsrechter: Edvin Jurisevic (USA) |

|                                                   |                                                                  |       |               |                                                                                            |
| 1 juni Vriendschappelijk № 768 «onderlinge duels» | Mexico                                                           | 3 – 0 | Nieuw-Zeeland | Invesco Field at Mile High, Denver Toeschouwers: 45.401 Scheidsrechter: Terry Vaughn (USA) |
| 1 juni Vriendschappelijk № 768 «onderlinge duels» | Giovani Dos Santos 22' Giovani Dos Santos 30' Aldo de Nigris 43' |       |               | Invesco Field at Mile High, Denver Toeschouwers: 45.401 Scheidsrechter: Terry Vaughn (USA) |

| CONCACAF Gold Cup 2011 |
| ---------------------- |

|                                          |                                                                              |       |             |                                                                                      |
| 5 juni Gold Cup № 769 «onderlinge duels» | Mexico                                                                       | 5 – 0 | El Salvador | Cowboys Stadium, Dallas Toeschouwers: 80.108 Scheidsrechter: Enrico Wijngaarde (SUR) |
| 5 juni Gold Cup № 769 «onderlinge duels» | Efraín Juárez 55' Aldo de Nigris 58' Javier Hernández 60', 67', 90+5' (pen.) |       |             | Cowboys Stadium, Dallas Toeschouwers: 80.108 Scheidsrechter: Enrico Wijngaarde (SUR) |

|                                          |      |                                                                          |        |                                                                                                 |
| 9 juni Gold Cup № 770 «onderlinge duels» | Cuba | 0 – 5                                                                    | Mexico | Bank of America Stadium, Charlotte Toeschouwers: 46.012 Scheidsrechter: Courtney Campbell (JAM) |
| 9 juni Gold Cup № 770 «onderlinge duels» |      | 36', 76' Javier Hernández 63', 68' Giovani dos Santos 65' Aldo de Negris |        | Bank of America Stadium, Charlotte Toeschouwers: 46.012 Scheidsrechter: Courtney Campbell (JAM) |

|                                           |                                                               |       |                 |                                                                                  |
| 12 juni Gold Cup № 771 «onderlinge duels» | Mexico                                                        | 4 – 1 | Costa Rica      | Soldier Field, Chicago Toeschouwers: 62.000 Scheidsrechter: Roberto Moreno (PAN) |
| 12 juni Gold Cup № 771 «onderlinge duels» | Rafael Márquez 17' Andrés Guardado 19', 26' Pablo Barrera 38' |       | 69' Marco Ureña | Soldier Field, Chicago Toeschouwers: 62.000 Scheidsrechter: Roberto Moreno (PAN) |

|                                           |                                         |       |                | |
| 18 juni Gold Cup № 772 «onderlinge duels» | Mexico                                  | 2 – 1 | Guatemala      | New Meadowlands Stadium, East Rutherford Toeschouwers: 78.807 Scheidsrechter: Courtney Campbell (JAM) |
| 18 juni Gold Cup № 772 «onderlinge duels» | Aldo de Nigris 46' Javier Hernández 66' |       | 5' Carlos Ruiz | New Meadowlands Stadium, East Rutherford Toeschouwers: 78.807 Scheidsrechter: Courtney Campbell (JAM) |

|                                           |          |                                         |        |                                                                                  |
| 22 juni Gold Cup № 773 «onderlinge duels» | Honduras | 0 – 2 (nv)                              | Mexico | Reliant Stadium, Houston Toeschouwers: 70.627 Scheidsrechter: Walter López (GUA) |
| 22 juni Gold Cup № 773 «onderlinge duels» |          | 93' Aldo de Nigris 99' Javier Hernández |        | Reliant Stadium, Houston Toeschouwers: 70.627 Scheidsrechter: Walter López (GUA) |

|                                           |                                       |       |                                                                                |                                                                             |
| 25 juni Gold Cup № 774 «onderlinge duels» | Verenigde Staten                      | 2 – 4 | Mexico                                                                         | Rose Bowl, Pasadena Toeschouwers: 93.420 Scheidsrechter: Joel Aguilar (ESA) |
| 25 juni Gold Cup № 774 «onderlinge duels» | Michael Bradley 8' Landon Donovan 23' |       | 29' Pablo Barrera 36' Andrés Guardado 50' Pablo Barrera 76' Giovani Dos Santos | Rose Bowl, Pasadena Toeschouwers: 93.420 Scheidsrechter: Joel Aguilar (ESA) |

| Copa América 2011 |
| ----------------- |

|                                              |                                      |       |                   |                                                                                           |
| 4 juli Copa América № 775 «onderlinge duels» | Chili                                | 2 – 1 | Mexico            | Estadio Malvinas Argentinas, Mendoza Toeschouwers: 25.000 Scheidsrechter: Juan Soto (VEN) |
| 4 juli Copa América № 775 «onderlinge duels» | Esteban Paredes 67' Arturo Vidal 73' |       | 41' Néstor Araujo | Estadio Malvinas Argentinas, Mendoza Toeschouwers: 25.000 Scheidsrechter: Juan Soto (VEN) |

|                                              |                         |       |        |                                                                                                 |
| 8 juli Copa América № 776 «onderlinge duels» | Peru                    | 1 – 0 | Mexico | Estadio Malvinas Argentinas, Mendoza Toeschouwers: 45.000 Scheidsrechter: Sergio Pezzotta (ARG) |
| 8 juli Copa América № 776 «onderlinge duels» | José Paolo Guerrero 82' |       |        | Estadio Malvinas Argentinas, Mendoza Toeschouwers: 45.000 Scheidsrechter: Sergio Pezzotta (ARG) |

|                                               |                    |       |        |                                                                                             |
| 12 juli Copa América № 777 «onderlinge duels» | Uruguay            | 1 – 0 | Mexico | Estadio Ciudad de La Plata, La Plata Toeschouwers: 35.000 Scheidsrechter: Raúl Orosco (BOL) |
| 12 juli Copa América № 777 «onderlinge duels» | Álvaro Pereira 14' |       |        | Estadio Ciudad de La Plata, La Plata Toeschouwers: 35.000 Scheidsrechter: Raúl Orosco (BOL) |

|                                                        |                   |       |                   |                                                                                                |
| 10 augustus Vriendschappelijk № 778 «onderlinge duels» | Verenigde Staten  | 1 – 1 | Mexico            | Lincoln Financial Field, Philadelphia Toeschouwers: 30.132 Scheidsrechter: Raymond Bogle (JAM) |
| 10 augustus Vriendschappelijk № 778 «onderlinge duels» | Robbie Rogers 73' |       | 17' Oribe Peralta | Lincoln Financial Field, Philadelphia Toeschouwers: 30.132 Scheidsrechter: Raymond Bogle (JAM) |

|                                                        |                  |       |                      |                                                                                                 |
| 2 september Vriendschappelijk № 779 «onderlinge duels» | Polen            | 1 – 1 | Mexico               | Stadion Wojska Polskiego, Warschau Toeschouwers: 18.000 Scheidsrechter: Alexandru Deaconu (ROE) |
| 2 september Vriendschappelijk № 779 «onderlinge duels» | Paweł Brożek 27' |       | 35' Javier Hernández | Stadion Wojska Polskiego, Warschau Toeschouwers: 18.000 Scheidsrechter: Alexandru Deaconu (ROE) |

|                                                        |                     |       |       | |
| 4 september Vriendschappelijk № 780 «onderlinge duels» | Mexico              | 1 – 0 | Chili | Estadi Cornellà-El Prat, Cornellà de Llobregat Toeschouwers: 7.210 Scheidsrechter: César Muñiz Fernández (ESP) |
| 4 september Vriendschappelijk № 780 «onderlinge duels» | Andrés Guardado 73' |       |       | Estadi Cornellà-El Prat, Cornellà de Llobregat Toeschouwers: 7.210 Scheidsrechter: César Muñiz Fernández (ESP) |

|                                                       |                       |       |                            |                                                                         |
| 12 oktober Vriendschappelijk № 781 «onderlinge duels» | Mexico                | 1 – 2 | Brazilië                   | Corona, Torreón Toeschouwers: 30.000 Scheidsrechter: Marlon Mejia (ESA) |
| 12 oktober Vriendschappelijk № 781 «onderlinge duels» | David Luiz 10' (e.d.) |       | 79' Ronaldinho 84' Marcelo | Corona, Torreón Toeschouwers: 30.000 Scheidsrechter: Marlon Mejia (ESA) |

|                                                        |                                               |       |        | |
| 11 november Vriendschappelijk № 782 «onderlinge duels» | Mexico                                        | 2 – 0 | Servië | La Corregidora, Santiago de Querétaro Toeschouwers: 34.000 Scheidsrechter: Walter Lopez Castellanos (GUA) |
| 11 november Vriendschappelijk № 782 «onderlinge duels» | Carlos Salcido 3' Javier Hernández 89' (pen.) |       |        | La Corregidora, Santiago de Querétaro Toeschouwers: 34.000 Scheidsrechter: Walter Lopez Castellanos (GUA) |

### 2012
|                                                       |                                                         |       |                       |                                                                                     |
| 26 januari Vriendschappelijk № 783 «onderlinge duels» | Mexico                                                  | 3 – 1 | Venezuela             | Reliant Stadium, Houston Toeschouwers: 40.128 Scheidsrechter: Edvin Jurisevic (USA) |
| 26 januari Vriendschappelijk № 783 «onderlinge duels» | Carlos Salcido 68' Rafael Márquez 88' Oribe Peralta 90' |       | 51' Edgar Pérez Greco | Reliant Stadium, Houston Toeschouwers: 40.128 Scheidsrechter: Edvin Jurisevic (USA) |

|                                                    |        |                                      |          |                                                                                 |
| 1 maart Vriendschappelijk № 784 «onderlinge duels» | Mexico | 0 – 2                                | Colombia | Sun Life Stadium, Miami Toeschouwers: 42.000 Scheidsrechter: Terry Vaughn (USA) |
| 1 maart Vriendschappelijk № 784 «onderlinge duels» |        | 36' Radamel Falcao 60' Juan Cuadrado |          | Sun Life Stadium, Miami Toeschouwers: 42.000 Scheidsrechter: Terry Vaughn (USA) |

|                                                   |       |                                       |        | |
| 27 mei Vriendschappelijk № 785 «onderlinge duels» | Wales | 0 – 2                                 | Mexico | Meadowlands Sports Complex, East Rutherford Toeschouwers: 35.518 Scheidsrechter: Ricardo Salazar (USA) |
| 27 mei Vriendschappelijk № 785 «onderlinge duels» |       | 43' Aldo de Nigris 89' Aldo de Nigris |        | Meadowlands Sports Complex, East Rutherford Toeschouwers: 35.518 Scheidsrechter: Ricardo Salazar (USA) |

|                                                   |                                            |       |                       |                                                                                   |
| 31 mei Vriendschappelijk № 786 «onderlinge duels» | Mexico                                     | 2 – 1 | Bosnië en Herzegovina | Soldier Field, Chicago Toeschouwers: 51.240 Scheidsrechter: Edvin Jurisevic (USA) |
| 31 mei Vriendschappelijk № 786 «onderlinge duels» | Giovani dos Santos 7' Javier Hernández 90' |       | 29' Edin Džeko        | Soldier Field, Chicago Toeschouwers: 51.240 Scheidsrechter: Edvin Jurisevic (USA) |

|                                                   |          |                                                    |        |                                                                                    |
| 3 juni Vriendschappelijk № 787 «onderlinge duels» | Brazilië | 0 – 2                                              | Mexico | Cowboys Stadium, Dallas Toeschouwers: 84.519 Scheidsrechter: Silviu Petrescu (CAN) |
| 3 juni Vriendschappelijk № 787 «onderlinge duels» |          | 21' Giovani dos Santos 31' (pen.) Javier Hernández |        | Cowboys Stadium, Dallas Toeschouwers: 84.519 Scheidsrechter: Silviu Petrescu (CAN) |

|                                                         |                                                                          |       |                          |                                                                                      |
| 8 juni WK-kwalificatie Groep B № 788 «onderlinge duels» | Mexico                                                                   | 3 – 1 | Guyana                   | Estadio Azteca, Mexico-Stad Toeschouwers: 80.401 Scheidsrechter: Javier Santos (PUR) |
| 8 juni WK-kwalificatie Groep B № 788 «onderlinge duels» | Carlos Salcido 11' Giovani dos Santos 15' John Paul Rodrigues 51' (e.d.) |       | 62' (e.d.) Héctor Moreno | Estadio Azteca, Mexico-Stad Toeschouwers: 80.401 Scheidsrechter: Javier Santos (PUR) |

|                                                          |                     |       |                                    |                                                                                        |
| 12 juni WK-kwalificatie Groep B № 789 «onderlinge duels» | El Salvador         | 1 – 2 | Mexico                             | Estadio Cuscatlan, San Salvador Toeschouwers: 29.712 Scheidsrechter: José Pineda (HON) |
| 12 juni WK-kwalificatie Groep B № 789 «onderlinge duels» | Alfredo Pacheco 65' |       | 60' Jesús Zavala 82' Héctor Moreno | Estadio Cuscatlan, San Salvador Toeschouwers: 29.712 Scheidsrechter: José Pineda (HON) |

|                                                        |        |                    |                  |                                                                                       |
| 15 augustus Vriendschappelijk № 790 «onderlinge duels» | Mexico | 0 – 1              | Verenigde Staten | Estadio Azteca, Mexico-Stad Toeschouwers: 56.000 Scheidsrechter: Walter Quesada (CRC) |
| 15 augustus Vriendschappelijk № 790 «onderlinge duels» |        | 80' Michael Orozco |                  | Estadio Azteca, Mexico-Stad Toeschouwers: 56.000 Scheidsrechter: Walter Quesada (CRC) |

|                                                                        |            |                                     |        |                                                                                      |
| 7 september WK-kwalificatie Groep B № 791 «onderlinge duels» 21:00 uur | Costa Rica | 0 – 2                               | Mexico | Estadio Nacional, San José Toeschouwers: 32.500 Scheidsrechter: Roberto Moreno (PAN) |
| 7 september WK-kwalificatie Groep B № 791 «onderlinge duels» 21:00 uur |            | 43' Carlos Salcido 52' Jesús Zavala |        | Estadio Nacional, San José Toeschouwers: 32.500 Scheidsrechter: Roberto Moreno (PAN) |

|                                                                         |                      |       |            |                                                                                          |
| 11 september WK-kwalificatie Groep 2 № 792 «onderlinge duels» 20:00 uur | Mexico               | 1 – 0 | Costa Rica | Aztekenstadion, Mexico-Stad Toeschouwers: 44.007 Scheidsrechter: Courtney Campbell (JAM) |
| 11 september WK-kwalificatie Groep 2 № 792 «onderlinge duels» 20:00 uur | Javier Hernández 61' |       |            | Aztekenstadion, Mexico-Stad Toeschouwers: 44.007 Scheidsrechter: Courtney Campbell (JAM) |

|                                                             |        | |        |                                                                                       |
| 12 oktober WK-kwalificatie Groep B № 793 «onderlinge duels» | Guyana | 0 – 5                                                                                                 | Mexico | BBVA Compass Stadium, Houston Toeschouwers: 12.115 Scheidsrechter: Walter López (GUA) |
| 12 oktober WK-kwalificatie Groep B № 793 «onderlinge duels» |        | 77' Andrés Guardado 79' Oribe Peralta 83' (e.d.) Charles Pollard 84' Javier Hernández 86' Ángel Reyna |        | BBVA Compass Stadium, Houston Toeschouwers: 12.115 Scheidsrechter: Walter López (GUA) |

|                                                             |                                        |       |             |                                                                                       |
| 16 oktober WK-kwalificatie Groep B № 794 «onderlinge duels» | Mexico                                 | 2 – 0 | El Salvador | Nuevo Estadio Corona, Torreón Toeschouwers: 80.401 Scheidsrechter: Jafeth Perea (PAN) |
| 16 oktober WK-kwalificatie Groep B № 794 «onderlinge duels» | Oribe Peralta 64' Javier Hernández 85' |       |             | Nuevo Estadio Corona, Torreón Toeschouwers: 80.401 Scheidsrechter: Jafeth Perea (PAN) |

### 2013
|                                                                    |        |       |         |                                                                                    |
| 6 februari Kwalificatie WK 2014 № 796 «onderlinge duels» 20:30 uur | Mexico | 0 – 0 | Jamaica | Estadio Azteca, Mexico-Stad Toeschouwers: 43.002 Scheidsrechter: Mark Geiger (USA) |
| 6 februari Kwalificatie WK 2014 № 796 «onderlinge duels» 20:30 uur |        |       |         | Estadio Azteca, Mexico-Stad Toeschouwers: 43.002 Scheidsrechter: Mark Geiger (USA) |

|                                                              |                                      |       |                                           | |
| 22 maart Kwalificatie WK 2014 № 797 «onderlinge duels» 22:05 | Honduras                             | 2 – 2 | Mexico                                    | Olímpico Metropolitano, San Pedro Sula Toeschouwers: 37.325 Scheidsrechter: Courtney Campbell (JAM) |
| 22 maart Kwalificatie WK 2014 № 797 «onderlinge duels» 22:05 | Carlo Costley 77' Jerry Bengtson 80' |       | 28' Javier Hernández 54' Javier Hernández | Olímpico Metropolitano, San Pedro Sula Toeschouwers: 37.325 Scheidsrechter: Courtney Campbell (JAM) |

|                                                        |        |       |                  |                                                                                      |
| 26 maart Kwalificatie WK 2014 № 798 «onderlinge duels» | Mexico | 0 – 0 | Verenigde Staten | Estadio Azteca, Mexico-Stad Toeschouwers: 105.000 Scheidsrechter: Walter López (GUA) |
| 26 maart Kwalificatie WK 2014 № 798 «onderlinge duels» |        |       |                  | Estadio Azteca, Mexico-Stad Toeschouwers: 105.000 Scheidsrechter: Walter López (GUA) |

|                                                     |      |       |        |                                                                                            |
| 16 april Vriendschappelijk № 799 «onderlinge duels» | Peru | 0 – 0 | Mexico | Candlestick Park, San Francisco Toeschouwers: 46.288 Scheidsrechter: Ricardo Salazar (USA) |
| 16 april Vriendschappelijk № 799 «onderlinge duels» |      |       |        | Candlestick Park, San Francisco Toeschouwers: 46.288 Scheidsrechter: Ricardo Salazar (USA) |

|                                                   |                                           |       |                                |                                                                                      |
| 31 mei Vriendschappelijk № 800 «onderlinge duels» | Mexico                                    | 2 – 2 | Nigeria                        | Reliant Stadium, Houston Toeschouwers: 62.000 Scheidsrechter: Baldomero Toledo (USA) |
| 31 mei Vriendschappelijk № 800 «onderlinge duels» | Javier Hernández 21' Javier Hernández 69' |       | 28' Ayodeyi Brown 39' John Ogu | Reliant Stadium, Houston Toeschouwers: 62.000 Scheidsrechter: Baldomero Toledo (USA) |

|                                                      |         |                    |        |                                                                                     |
| 4 juni Kwalificatie WK 2014 № 801 «onderlinge duels» | Jamaica | 0 – 1              | Mexico | Independence Park, Kingston Toeschouwers: 16.483 Scheidsrechter: Joel Aguilar (SLV) |
| 4 juni Kwalificatie WK 2014 № 801 «onderlinge duels» |         | 48' Aldo de Nigris |        | Independence Park, Kingston Toeschouwers: 16.483 Scheidsrechter: Joel Aguilar (SLV) |

|                                                                |        |       |        |                                                                                                 |
| 7 juni Kwalificatie WK 2014 № 802 «onderlinge duels» 20:00 uur | Panama | 0 – 0 | Mexico | Estadio Rommel Fernández, Panama-Stad Toeschouwers: 27.100 Scheidsrechter: Walter Quesada (CRC) |
| 7 juni Kwalificatie WK 2014 № 802 «onderlinge duels» 20:00 uur |        |       |        | Estadio Rommel Fernández, Panama-Stad Toeschouwers: 27.100 Scheidsrechter: Walter Quesada (CRC) |

|                                                       |        |       |            |                                                                                    |
| 11 juni Kwalificatie WK 2014 № 803 «onderlinge duels» | Mexico | 0 – 0 | Costa Rica | Aztekenstadion, Mexico-Stad Toeschouwers: 65.753 Scheidsrechter: Mark Geiger (USA) |
| 11 juni Kwalificatie WK 2014 № 803 «onderlinge duels» |        |       |            | Aztekenstadion, Mexico-Stad Toeschouwers: 65.753 Scheidsrechter: Mark Geiger (USA) |

| FIFA Confederations Cup 2013 |
| ---------------------------- |

|                                                                                            |                             |       |                                      |                                                                                              |
| 16 juni FIFA Confederations Cup Groep A № 804 «onderlinge duels» 16:00 (UTC−3) 21:00 UTC+1 | Mexico                      | 1 – 2 | Italië                               | Estádio do Maracanã, Rio de Janeiro Toeschouwers: 73.123 Scheidsrechter: Enrique Osses (CHI) |
| 16 juni FIFA Confederations Cup Groep A № 804 «onderlinge duels» 16:00 (UTC−3) 21:00 UTC+1 | Javier Hernández 34' (pen.) |       | 27' Andrea Pirlo 78' Mario Balotelli | Estádio do Maracanã, Rio de Janeiro Toeschouwers: 73.123 Scheidsrechter: Enrique Osses (CHI) |

|                                                                                            |                    |       |        |                                                                                    |
| 19 juni FIFA Confederations Cup Groep A № 805 «onderlinge duels» 16:00 (UTC−3) 21:00 UTC+1 | Brazilië           | 2 – 0 | Mexico | Estádio Castelão, Fortaleza Toeschouwers: 50.791 Scheidsrechter: Howard Webb (ENG) |
| 19 juni FIFA Confederations Cup Groep A № 805 «onderlinge duels» 16:00 (UTC−3) 21:00 UTC+1 | Neymar 9' Jô 90+3' |       |        | Estádio Castelão, Fortaleza Toeschouwers: 50.791 Scheidsrechter: Howard Webb (ENG) |

|                                                                                            |                    |       |                                                  |                                                                                         |
| 22 juni FIFA Confederations Cup Groep A № 806 «onderlinge duels» 16:00 (UTC−3) 21:00 UTC+1 | Japan              | 1 − 2 | Mexico                                           | Estádio Mineirão, Belo Horizonte Toeschouwers: 52.690 Scheidsrechter: Felix Brych (DUI) |
| 22 juni FIFA Confederations Cup Groep A № 806 «onderlinge duels» 16:00 (UTC−3) 21:00 UTC+1 | Shinji Okazaki 86' |       | 54' Javier Hernández 66' (pen.) Javier Hernández | Estádio Mineirão, Belo Horizonte Toeschouwers: 52.690 Scheidsrechter: Felix Brych (DUI) |

| CONCACAF Gold Cup 2013 |
| ---------------------- |

|                                                                         |                    |       |                                             |                                                                               |
| 7 juli CONCACAF Gold Cup Groep A № 807 «onderlinge duels» 20:00 (UTC−4) | Mexico             | 1 – 2 | Panama                                      | Rose Bowl, Pasadena Toeschouwers: n.n.b. Scheidsrechter: Wálter Quesada (CRC) |
| 7 juli CONCACAF Gold Cup Groep A № 807 «onderlinge duels» 20:00 (UTC−4) | Marco Fabián 45+2' |       | 7' (pen.) Gabriel Torres 48' Gabriel Torres | Rose Bowl, Pasadena Toeschouwers: n.n.b. Scheidsrechter: Wálter Quesada (CRC) |

|                                                                          |                                          |       |        |                                                                             |
| 11 juli CONCACAF Gold Cup Groep A № 808 «onderlinge duels» 23:00 (UTC−4) | Mexico                                   | 2 – 0 | Canada | Rose Bowl, Pasadena Toeschouwers: 28.354 Scheidsrechter: Joel Aguilar (SLV) |
| 11 juli CONCACAF Gold Cup Groep A № 808 «onderlinge duels» 23:00 (UTC−4) | Raúl Jiménez 42' Marco Fabián 57' (pen.) |       |        | Rose Bowl, Pasadena Toeschouwers: 28.354 Scheidsrechter: Joel Aguilar (SLV) |

|                                                                          |                            |       |                                                         |                                                                               |
| 14 juli CONCACAF Gold Cup Groep A № 809 «onderlinge duels» 18:00 (UTC−4) | Martinique                 | 1 – 3 | Mexico                                                  | Sports Authority Field at Mile High, Denver Scheidsrechter: Mark Geiger (USA) |
| 14 juli CONCACAF Gold Cup Groep A № 809 «onderlinge duels» 18:00 (UTC−4) | Kévin Parsemain 43' (pen.) |       | 21' Marco Fabián 34' Luis Montes 90' Miguel Ángel Ponce | Sports Authority Field at Mile High, Denver Scheidsrechter: Mark Geiger (USA) |

|                                                                              |                  |       |                    |                                                                               |
| 20 juli CONCACAF Gold Cup Kwartfinale № 810 «onderlinge duels» 15:00 (UTC−4) | Mexico           | 1 – 0 | Trinidad en Tobago | Georgia Dome, Atlanta Toeschouwers: 54.229 Scheidsrechter: Joel Aguilar (SLV) |
| 20 juli CONCACAF Gold Cup Kwartfinale № 810 «onderlinge duels» 15:00 (UTC−4) | Raúl Jiménez 84' |       |                    | Georgia Dome, Atlanta Toeschouwers: 54.229 Scheidsrechter: Joel Aguilar (SLV) |

|                                                                               |                                 |       |                 |                                                                                         |
| 24 juli CONCACAF Gold Cup Halve finale № 811 «onderlinge duels» 19:00 (UTC−4) | Panama                          | 2 – 1 | Mexico          | Cowboys Stadium, Arlington Toeschouwers: 81.410 Scheidsrechter: Courtney Campbell (JAM) |
| 24 juli CONCACAF Gold Cup Halve finale № 811 «onderlinge duels» 19:00 (UTC−4) | Blas Pérez 13' Román Torres 61' |       | 26' Luis Montes | Cowboys Stadium, Arlington Toeschouwers: 81.410 Scheidsrechter: Courtney Campbell (JAM) |

|  |  |  |  |  |  |  |  |  |

|                                                        |                                                                            |       |                          |                                                                                          |
| 14 augustus Vriendschappelijk № 812 «onderlinge duels» | Mexico                                                                     | 4 – 1 | Ivoorkust                | MetLife Stadium, East Rutherford Toeschouwers: n.n.b. Scheidsrechter: David Gantar (CAN) |
| 14 augustus Vriendschappelijk № 812 «onderlinge duels» | Arthur Boka 11' (e.d.) Oribe Peralta 28' Oribe Peralta 45' Ángel Reyna 89' |       | 62' (pen.) Didier Drogba | MetLife Stadium, East Rutherford Toeschouwers: n.n.b. Scheidsrechter: David Gantar (CAN) |

|                                                                     |                  |       |                                      |                                                                                       |
| 6 september Kwalificatie WK 2014 № 813 «onderlinge duels» 20:30 uur | Mexico           | 1 – 2 | Honduras                             | Aztekenstadion, Mexico-Stad Toeschouwers: n.n.b. Scheidsrechter: Roberto Moreno (PAN) |
| 6 september Kwalificatie WK 2014 № 813 «onderlinge duels» 20:30 uur | Oribe Peralta 6' |       | 64' Jerry Bengtson 66' Carlos Costly | Aztekenstadion, Mexico-Stad Toeschouwers: n.n.b. Scheidsrechter: Roberto Moreno (PAN) |

|                                                                      |                                      |       |        |                                                                                     |
| 10 september Kwalificatie WK 2014 № 814 «onderlinge duels» 21:00 uur | Verenigde Staten                     | 2 – 0 | Mexico | Crew Stadium, Columbus Toeschouwers: 24.584 Scheidsrechter: Courtney Campbell (JAM) |
| 10 september Kwalificatie WK 2014 № 814 «onderlinge duels» 21:00 uur | Eddie Johnson 49' Landon Donovan 78' |       |        | Crew Stadium, Columbus Toeschouwers: 24.584 Scheidsrechter: Courtney Campbell (JAM) |

|                                                                    |                                    |       |                 |                                                                                     |
| 11 oktober Kwalificatie WK 2014 № 815 «onderlinge duels» 21:00 uur | Mexico                             | 2 – 1 | Panama          | Aztekenstadion, Mexico-Stad Toeschouwers: n.n.b. Scheidsrechter: Joel Aguilar (SLV) |
| 11 oktober Kwalificatie WK 2014 № 815 «onderlinge duels» 21:00 uur | Oribe Peralta 40' Raúl Jiménez 85' |       | 81' Luis Tejada | Aztekenstadion, Mexico-Stad Toeschouwers: n.n.b. Scheidsrechter: Joel Aguilar (SLV) |

|                                                                    |                                   |       |                   |                                                                                                  |
| 15 oktober Kwalificatie WK 2014 № 816 «onderlinge duels» 20:30 uur | Costa Rica                        | 2 – 1 | Mexico            | Estadio Nacional de Costa Rica, San José Toeschouwers: 35.000 Scheidsrechter: Walter López (GUA) |
| 15 oktober Kwalificatie WK 2014 № 816 «onderlinge duels» 20:30 uur | Bryan Ruiz 26' Álvaro Saborio 64' |       | 29' Oribe Peralta | Estadio Nacional de Costa Rica, San José Toeschouwers: 35.000 Scheidsrechter: Walter López (GUA) |

|                                                                    |                                                                                          |       |                 |                                                                                      |
| 13 november Kwalificatie WK 2014 Play-off № 817 «onderlinge duels» | Mexico                                                                                   | 5 – 1 | Nieuw-Zeeland   | Aztekenstadion, Mexico-Stad Toeschouwers: 99.832 Scheidsrechter: Viktor Kassai (HUN) |
| 13 november Kwalificatie WK 2014 Play-off № 817 «onderlinge duels» | Paul Aguilar 32' Raúl Jiménez 40' Oribe Peralta 48' Oribe Peralta 80' Rafael Márquez 84' |       | 85' Chris James | Aztekenstadion, Mexico-Stad Toeschouwers: 99.832 Scheidsrechter: Viktor Kassai (HUN) |

|                                                                    |                                        |       |                                                                       |                                                                                    |
| 20 november Kwalificatie WK 2014 Play-off № 818 «onderlinge duels» | Nieuw-Zeeland                          | 2 – 4 | Mexico                                                                | Westpac Stadium, Wellington Toeschouwers: 35.206 Scheidsrechter: Felix Brych (GER) |
| 20 november Kwalificatie WK 2014 Play-off № 818 «onderlinge duels» | Chris James 80' (pen.) Rory Fallon 84' |       | 14' Oribe Peralta 29' Oribe Peralta 33' Oribe Peralta 87' Carlos Peña | Westpac Stadium, Wellington Toeschouwers: 35.206 Scheidsrechter: Felix Brych (GER) |

### 2014
|                                                                 |                                                                   |       |            |                                                                                    |
| 30 januari Vriendschappelijk № 819 «onderlinge duels» 20:00 uur | Mexico                                                            | 4 – 0 | Zuid-Korea | Alamodome, San Antonio Toeschouwers: 54.313 Scheidsrechter: Héctor Rodríguez (HON) |
| 30 januari Vriendschappelijk № 819 «onderlinge duels» 20:00 uur | Oribe Peralta 37' Alan Pulido 45' Alan Pulido 86' Alan Pulido 89' |       |            | Alamodome, San Antonio Toeschouwers: 54.313 Scheidsrechter: Héctor Rodríguez (HON) |

|                                                    |        |       |         |                                                                                 |
| 5 maart Vriendschappelijk № 820 «onderlinge duels» | Mexico | 0 – 0 | Nigeria | Georgia Dome, Atlanta Toeschouwers: 68.212 Scheidsrechter: Walter Quesada (CRC) |
| 5 maart Vriendschappelijk № 820 «onderlinge duels» |        |       |         | Georgia Dome, Atlanta Toeschouwers: 68.212 Scheidsrechter: Walter Quesada (CRC) |

|                                                    |                                           |       |                                    |                                                                                                   |
| 2 april Vriendschappelijk № 821 «onderlinge duels» | Verenigde Staten                          | 2 – 2 | Mexico                             | University of Phoenix Stadium, Glendale Toeschouwers: 59.066 Scheidsrechter: Roberto Moreno (PAN) |
| 2 april Vriendschappelijk № 821 «onderlinge duels» | Michael Bradley 15' Chris Wondolowski 28' |       | 49' Rafael Márquez 67' Alan Pulido | University of Phoenix Stadium, Glendale Toeschouwers: 59.066 Scheidsrechter: Roberto Moreno (PAN) |

|                                                             |                                                    |       |        |                                                                                      |
| 28 mei Vriendschappelijk № 822 «onderlinge duels» 21:30 uur | Mexico                                             | 3 – 0 | Israël | Aztekenstadion, Mexico-Stad Toeschouwers: 80.000 Scheidsrechter: Elmer Bonilla (ESA) |
| 28 mei Vriendschappelijk № 822 «onderlinge duels» 21:30 uur | Miguel Layún 43' Miguel Layún 61' Marco Fabián 84' |       |        | Aztekenstadion, Mexico-Stad Toeschouwers: 80.000 Scheidsrechter: Elmer Bonilla (ESA) |

|                                                             |                                                         |       |                    |                                                                            |
| 31 mei Vriendschappelijk № 823 «onderlinge duels» 20:00 uur | Mexico                                                  | 3 – 1 | Ecuador            | AT&T Stadium, Dallas Toeschouwers: 86.476 Scheidsrechter: John Pittí (PAN) |
| 31 mei Vriendschappelijk № 823 «onderlinge duels» 20:00 uur | Luis Montes 33' Marco Fabián 69' Giovani Dos Santos 76' |       | 80' Enner Valencia | AT&T Stadium, Dallas Toeschouwers: 86.476 Scheidsrechter: John Pittí (PAN) |

|                                                             |        |                   |                |                                                                               |
| 3 juni Vriendschappelijk № 824 «onderlinge duels» 20:30 uur | Mexico | 0 – 1             | Bosnië en Her. | Soldier Field, Chicago Toeschouwers: 51.240 Scheidsrechter: Óscar Reyna (GUA) |
| 3 juni Vriendschappelijk № 824 «onderlinge duels» 20:30 uur |        | 40' Izet Hajrović |                | Soldier Field, Chicago Toeschouwers: 51.240 Scheidsrechter: Óscar Reyna (GUA) |

|                                                             |        |                   |          |                                                                                       |
| 6 juni Vriendschappelijk № 825 «onderlinge duels» 20:30 uur | Mexico | 0 – 1             | Portugal | Gillette Stadium, Foxborough Toeschouwers: 56.292 Scheidsrechter: Jeffrey Solis (CRC) |
| 6 juni Vriendschappelijk № 825 «onderlinge duels» 20:30 uur |        | 90+3' Bruno Alves |          | Gillette Stadium, Foxborough Toeschouwers: 56.292 Scheidsrechter: Jeffrey Solis (CRC) |

| WK voetbal 2014 |
| --------------- |

|                                                                         |                   |       |          |                                                                                 |
| 13 juni WK-eindronde Groep A № 826 «onderlinge duels» 13:00 uur (UTC−4) | Mexico            | 1 – 0 | Kameroen | Arena das Dunas, Natal Toeschouwers: 39.216 Scheidsrechter: Wilmar Roldán (COL) |
| 13 juni WK-eindronde Groep A № 826 «onderlinge duels» 13:00 uur (UTC−4) | Oribe Peralta 61' |       |          | Arena das Dunas, Natal Toeschouwers: 39.216 Scheidsrechter: Wilmar Roldán (COL) |

|                                                                         |          |       |        |                                                                             |
| 17 juni WK-eindronde Groep A № 827 «onderlinge duels» 16:00 uur (UTC−3) | Brazilië | 0 – 0 | Mexico | Castelão, Fortaleza Toeschouwers: 60.342 Scheidsrechter: Cüneyt Çakır (TUR) |
| 17 juni WK-eindronde Groep A № 827 «onderlinge duels» 16:00 uur (UTC−3) |          |       |        | Castelão, Fortaleza Toeschouwers: 60.342 Scheidsrechter: Cüneyt Çakır (TUR) |

|                                                                         |                                                             |       |                  |                                                                                              |
| 23 juni WK-eindronde Groep A № 827 «onderlinge duels» 22:00 uur (UTC−3) | Kroatië                                                     | 1 – 3 | Mexico           | Itaipava Arena Pernambuco, Recife Toeschouwers: 41.212 Scheidsrechter: Ravshan Irmatov (UZB) |
| 23 juni WK-eindronde Groep A № 827 «onderlinge duels» 22:00 uur (UTC−3) | Rafael Marquez 72' Andrés Guardado 75' Javier Hernández 82' |       | Ivan Perišić 87' | Itaipava Arena Pernambuco, Recife Toeschouwers: 41.212 Scheidsrechter: Ravshan Irmatov (UZB) |

|                                                                                |                                                      |       |                        |                                                                              |
| 29 juni WK-eindronde Achtste finale № 827 «onderlinge duels» 13:00 uur (UTC−3) | Nederland                                            | 2 – 1 | Mexico                 | Castelão, Fortaleza Toeschouwers: 58.817 Scheidsrechter: Pedro Proença (POR) |
| 29 juni WK-eindronde Achtste finale № 827 «onderlinge duels» 13:00 uur (UTC−3) | Wesley Sneijder 88' Klaas-Jan Huntelaar 90+4' (pen.) |       | 48' Giovani dos Santos | Castelão, Fortaleza Toeschouwers: 58.817 Scheidsrechter: Pedro Proença (POR) |

|  |  |  |  |  |  |  |  |  |

|                                                        |        |       |       |                                                                                    |
| 6 september Vriendschappelijk № 828 «onderlinge duels» | Mexico | 0 – 0 | Chili | Levi's Stadium, Santa Clara Toeschouwers: 67.175 Scheidsrechter: Juan Guzman (USA) |
| 6 september Vriendschappelijk № 828 «onderlinge duels» |        |       |       | Levi's Stadium, Santa Clara Toeschouwers: 67.175 Scheidsrechter: Juan Guzman (USA) |

|                                                        |                  |       |         |                                                                             |
| 9 september Vriendschappelijk № 829 «onderlinge duels» | Mexico           | 1 – 0 | Bolivia | Dick's Sporting Goods Park, Commerce City Scheidsrechter: Chris Penso (USA) |
| 9 september Vriendschappelijk № 829 «onderlinge duels» | Miguel Layún 18' |       |         | Dick's Sporting Goods Park, Commerce City Scheidsrechter: Chris Penso (USA) |

|                                                      |                                         |       |          |                                                                                           |
| 9 oktober Vriendschappelijk № 830 «onderlinge duels» | Mexico                                  | 2 – 0 | Honduras | Estadio Tuxtla Gutierrez, Zoque Toeschouwers: 30.000 Scheidsrechter: Walter Quesada (CRC) |
| 9 oktober Vriendschappelijk № 830 «onderlinge duels» | Javier Hernández 22' Oswaldo Alanís 37' |       |          | Estadio Tuxtla Gutierrez, Zoque Toeschouwers: 30.000 Scheidsrechter: Walter Quesada (CRC) |

|                                                       |                  |       |        |                                                                                        |
| 12 oktober Vriendschappelijk № 831 «onderlinge duels» | Mexico           | 1 – 0 | Panama | Estadio Corregidora, Querétaro Toeschouwers: 30.000 Scheidsrechter: Joel Aguilar (ESA) |
| 12 oktober Vriendschappelijk № 831 «onderlinge duels» | Erick Torres 89' |       |        | Estadio Corregidora, Querétaro Toeschouwers: 30.000 Scheidsrechter: Joel Aguilar (ESA) |

|                                                                  |                                     |       |                                                     |                                                                                        |
| 12 november Vriendschappelijk № 832 «onderlinge duels» 20:30 uur | Nederland                           | 2 – 3 | Mexico                                              | Amsterdam ArenA, Amsterdam Toeschouwers: 35.000 Scheidsrechter: Szymon Marciniak (POL) |
| 12 november Vriendschappelijk № 832 «onderlinge duels» 20:30 uur | Wesley Sneijder 49' Daley Blind 74' |       | 8' Carlos Vela 62' Carlos Vela 69' Javier Hernández | Amsterdam ArenA, Amsterdam Toeschouwers: 35.000 Scheidsrechter: Szymon Marciniak (POL) |

|                                                                  |                                                                 |       |                                   |                                                                                |
| 18 november Vriendschappelijk № 833 «onderlinge duels» 18:00 uur | Wit-Rusland                                                     | 3 – 2 | Mexico                            | Barysaw Arena, Barysaw Toeschouwers: 6.700 Scheidsrechter: Sergey Ivanov (RUS) |
| 18 november Vriendschappelijk № 833 «onderlinge duels» 18:00 uur | Sjarhej Kisljak 50' Mikalay Signevich 55' Pavel Nyakhaychyk 81' |       | 48' Raúl Jiménez 53' Raúl Jiménez | Barysaw Arena, Barysaw Toeschouwers: 6.700 Scheidsrechter: Sergey Ivanov (RUS) |

### 2015
|                                                     |                      |       |         | |
| 28 maart Vriendschappelijk № 834 «onderlinge duels» | Mexico               | 1 – 0 | Ecuador | Los Angeles Memorial Coliseum, Los Angeles Toeschouwers: 90.000 Scheidsrechter: Henry Bejarano (CRC) |
| 28 maart Vriendschappelijk № 834 «onderlinge duels» | Javier Hernández 14' |       |         | Los Angeles Memorial Coliseum, Los Angeles Toeschouwers: 90.000 Scheidsrechter: Henry Bejarano (CRC) |

|                                                     |                    |       |          |                                                                               |
| 31 maart Vriendschappelijk № 835 «onderlinge duels» | Mexico             | 1 – 0 | Paraguay | Arrowhead Stadium, Kansas City Scheidsrechter: Walter López Castellanos (GUA) |
| 31 maart Vriendschappelijk № 835 «onderlinge duels» | Eduardo Herrera 3' |       |          | Arrowhead Stadium, Kansas City Scheidsrechter: Walter López Castellanos (GUA) |

|                                                     |                                    |       |        |                                                                                   |
| 15 april Vriendschappelijk № 836 «onderlinge duels» | Verenigde Staten                   | 2 – 0 | Mexico | Alamodome, San Antonio Toeschouwers: 64.369 Scheidsrechter: Ricardo Montero (CRC) |
| 15 april Vriendschappelijk № 836 «onderlinge duels» | Jordan Morris 49' Juan Agudelo 72' |       |        | Alamodome, San Antonio Toeschouwers: 64.369 Scheidsrechter: Ricardo Montero (CRC) |

|                                                   |                                                                 |       |           |                                                                                      |
| 30 mei Vriendschappelijk № 837 «onderlinge duels» | Mexico                                                          | 3 – 0 | Guatemala | Estadio Víctor Manuel Reyna, Tuxtla Gutiérrez Scheidsrechter: Baldomero Toledo (USA) |
| 30 mei Vriendschappelijk № 837 «onderlinge duels» | Eduardo Herrera 31' Eduardo Herrera 64' Jesús Manuel Corona 75' |       |           | Estadio Víctor Manuel Reyna, Tuxtla Gutiérrez Scheidsrechter: Baldomero Toledo (USA) |

|                                                   |                      |       |                            |                                                         |
| 3 juni Vriendschappelijk № 838 «onderlinge duels» | Peru                 | 1 – 1 | Mexico                     | Estadio Nacional, Lima Scheidsrechter: Omar Ponce (ECU) |
| 3 juni Vriendschappelijk № 838 «onderlinge duels» | Jefferson Farfán 63' |       | 76' Juan Carlos Valenzuela | Estadio Nacional, Lima Scheidsrechter: Omar Ponce (ECU) |

|                                                   |                                          |       |        |                                                                                     |
| 7 juni Vriendschappelijk № 839 «onderlinge duels» | Brazilië                                 | 2 – 0 | Mexico | Allianz Parque, São Paulo Toeschouwers: 45.000 Scheidsrechter: Julio Quintana (PAR) |
| 7 juni Vriendschappelijk № 839 «onderlinge duels» | Philippe Coutinho 28' Diego Tardelli 37' |       |        | Allianz Parque, São Paulo Toeschouwers: 45.000 Scheidsrechter: Julio Quintana (PAR) |

| Copa América |
| ------------ |

|                                                                 |        |       |         |                                                                                            |
| 12 juni Copa América Groep A № 840 «onderlinge duels» 20:30 uur | Mexico | 0 – 0 | Bolivia | Estadio Sausalito, Viña del Mar Toeschouwers: 14.987 Scheidsrechter: Enrique Cáceres (PAR) |
| 12 juni Copa América Groep A № 840 «onderlinge duels» 20:30 uur |        |       |         | Estadio Sausalito, Viña del Mar Toeschouwers: 14.987 Scheidsrechter: Enrique Cáceres (PAR) |

|                                                                 |                                                             |       |                                                                    |                                                                                       |
| 15 juni Copa América Groep A № 841 «onderlinge duels» 20:30 uur | Chili                                                       | 3 – 3 | Mexico                                                             | Estadio Nacional, Santiago Toeschouwers: 45.583 Scheidsrechter: Víctor Carrillo (PER) |
| 15 juni Copa América Groep A № 841 «onderlinge duels» 20:30 uur | Arturo Vidal 22' Eduardo Vargas 42' Arturo Vidal 55' (pen.) |       | 21' Vicente Matías Vuoso 29' Raúl Jiménez 66' Vicente Matías Vuoso | Estadio Nacional, Santiago Toeschouwers: 45.583 Scheidsrechter: Víctor Carrillo (PER) |

|                                                                 |                         |       |                                      |                                                                                      |
| 19 juni Copa América Groep A № 842 «onderlinge duels» 18:00 uur | Mexico                  | 1 – 2 | Ecuador                              | Estadio El Teniente, Rancagua Toeschouwers: 11.051 Scheidsrechter: José Argote (VEN) |
| 19 juni Copa América Groep A № 842 «onderlinge duels» 18:00 uur | Raúl Jiménez 63' (pen.) |       | 25' Miler Bolaños 57' Enner Valencia | Estadio El Teniente, Rancagua Toeschouwers: 11.051 Scheidsrechter: José Argote (VEN) |

|  |  |  |  |  |  |  |  |  |

|                                                              |                                             |       |                                          |                                                                                 |
| 27 juni Vriendschappelijk № 843 «onderlinge duels» 18:00 uur | Mexico                                      | 2 – 2 | Costa Rica                               | Citrus Bowl, Orlando Toeschouwers: 53.629 Scheidsrechter: Edvin Jurisevic (USA) |
| 27 juni Vriendschappelijk № 843 «onderlinge duels» 18:00 uur | Giovani dos Santos 53' Javier Hernández 55' |       | 4' David Ramírez 36' (e.d.) Miguel Layún | Citrus Bowl, Orlando Toeschouwers: 53.629 Scheidsrechter: Edvin Jurisevic (USA) |

|                                                             |        |       |          |                                                                                        |
| 1 juli Vriendschappelijk № 844 «onderlinge duels» 20:30 uur | Mexico | 0 – 0 | Honduras | Reliant Stadium, Houston Toeschouwers: 70.128 Scheidsrechter: Armando Villarreal (USA) |
| 1 juli Vriendschappelijk № 844 «onderlinge duels» 20:30 uur |        |       |          | Reliant Stadium, Houston Toeschouwers: 70.128 Scheidsrechter: Armando Villarreal (USA) |

| CONCACAF Gold Cup 2015 |
| ---------------------- |

|                                                                     | |       |      |                                                                                  |
| 9 juli CONCACAF Gold Cup Groep C № 845 «onderlinge duels» 20:30 uur | Mexico | 6 – 0 | Cuba | Soldier Field, Chicago Toeschouwers: 54.126 Scheidsrechter: Wálter Quesada (CRC) |
| 9 juli CONCACAF Gold Cup Groep C № 845 «onderlinge duels» 20:30 uur | Oribe Peralta 16' Carlos Vela 22' Oribe Peralta 36' Andrés Guardado 43' Oribe Peralta 61' Giovani dos Santos 74' |       |      | Soldier Field, Chicago Toeschouwers: 54.126 Scheidsrechter: Wálter Quesada (CRC) |

|                                                                      |           |       |        |                                                                                                   |
| 12 juli CONCACAF Gold Cup Groep C № 846 «onderlinge duels» 21:00 uur | Guatemala | 0 – 0 | Mexico | University of Phoenix Stadium, Glendale Toeschouwers: 62.910 Scheidsrechter: Armando Castro (HON) |
| 12 juli CONCACAF Gold Cup Groep C № 846 «onderlinge duels» 21:00 uur |           |       |        | University of Phoenix Stadium, Glendale Toeschouwers: 62.910 Scheidsrechter: Armando Castro (HON) |

|                                                                      |                                                                               |       |                                                                                |                                                                                           |
| 15 juli CONCACAF Gold Cup Groep C № 847 «onderlinge duels» 20:30 uur | Mexico                                                                        | 4 – 4 | Trinidad en Tobago                                                             | Bank of America Stadium, Charlotte Toeschouwers: 55.823 Scheidsrechter: Mark Geiger (USA) |
| 15 juli CONCACAF Gold Cup Groep C № 847 «onderlinge duels» 20:30 uur | Paul Aguilar 32' Carlos Vela 51' Andrés Guardado 88' Kenwyne Jones 90' (e.d.) |       | 55' Keron Cummings 58' Kenwyne Jones 67' Keron Cummings 90+3' Yohance Marshall | Bank of America Stadium, Charlotte Toeschouwers: 55.823 Scheidsrechter: Mark Geiger (USA) |

|                                                                          |                               |              |            | |
| 19 juli CONCACAF Gold Cup Kwartfinale № 848 «onderlinge duels» 19:30 uur | Mexico                        | 1 – 0 (n.v.) | Costa Rica | MetLife Stadium, East Rutherford Toeschouwers: 74.187 Scheidsrechter: Walter López Castellanos (GUA) |
| 19 juli CONCACAF Gold Cup Kwartfinale № 848 «onderlinge duels» 19:30 uur | Andrés Guardado 120+4' (pen.) |              |            | MetLife Stadium, East Rutherford Toeschouwers: 74.187 Scheidsrechter: Walter López Castellanos (GUA) |

|                                                                           |                  |       |                                                      |                                                                              |
| 22 juli CONCACAF Gold Cup Halve finale № 849 «onderlinge duels» 21:00 uur | Panama           | 1 – 2 | Mexico                                               | Georgia Dome, Atlanta Toeschouwers: 70.511 Scheidsrechter: Mark Geiger (USA) |
| 22 juli CONCACAF Gold Cup Halve finale № 849 «onderlinge duels» 21:00 uur | Román Torres 57' |       | 90+10' (pen.) Andrés Guardado 105+1' Andrés Guardado | Georgia Dome, Atlanta Toeschouwers: 70.511 Scheidsrechter: Mark Geiger (USA) |

|                                                                     |                     |       |                                                               |                                                                                               |
| 26 juli CONCACAF Gold Cup Finale № 850 «onderlinge duels» 19:30 uur | Jamaica             | 1 – 3 | Mexico                                                        | Lincoln Financial Field, Philadelphia Toeschouwers: 68.930 Scheidsrechter: Joel Aguilar (SLV) |
| 26 juli CONCACAF Gold Cup Finale № 850 «onderlinge duels» 19:30 uur | Darren Mattocks 80' |       | 31' Andrés Guardado 47' Jesús Manuel Corona 61' Oribe Peralta | Lincoln Financial Field, Philadelphia Toeschouwers: 68.930 Scheidsrechter: Joel Aguilar (SLV) |

|  |  |  |  |  |  |  |  |  |

|                                                                  |                                                                |       |                                                       |                                                                                   |
| 4 september Vriendschappelijk № 851 «onderlinge duels» 20:00 uur | Mexico                                                         | 3 – 3 | Trinidad en Tobago                                    | Rio Tinto Stadium, Sandy Toeschouwers: 35.000 Scheidsrechter: Adrian Skeete (BAR) |
| 4 september Vriendschappelijk № 851 «onderlinge duels» 20:00 uur | Carlos Esquivel 41' Daneil Cyrus 56' (e.d.) Héctor Herrera 85' |       | 7' Jonathan Glenn 39' Keron Cummings 69' Joevin Jones | Rio Tinto Stadium, Sandy Toeschouwers: 35.000 Scheidsrechter: Adrian Skeete (BAR) |

|                                                                  |                                                |       |                                 |                                                                                    |
| 8 september Vriendschappelijk № 852 «onderlinge duels» 20:30 uur | Mexico                                         | 2 – 2 | Argentinië                      | Cowboys Stadium, Dallas Toeschouwers: 82.559 Scheidsrechter: Ricardo Salazar (USA) |
| 8 september Vriendschappelijk № 852 «onderlinge duels» 20:30 uur | Javier Hernández 19' (pen.) Héctor Herrera 70' |       | 85' Kun Agüero 89' Lionel Messi | Cowboys Stadium, Dallas Toeschouwers: 82.559 Scheidsrechter: Ricardo Salazar (USA) |

|                                                            |                                                          |              |                                   |                                                                             |
| 10 oktober CONCACAF Cup № 853 «onderlinge duels» 18:00 uur | Mexico                                                   | 3 – 2 (n.v.) | Verenigde Staten                  | Rose Bowl, Pasadena Toeschouwers: 93.420 Scheidsrechter: Joel Aguilar (SLV) |
| 10 oktober CONCACAF Cup № 853 «onderlinge duels» 18:00 uur | Javier Hernández 10' Oribe Peralta 96' Paul Aguilar 118' |              | 15' Geoff Cameron 108' Bobby Wood | Rose Bowl, Pasadena Toeschouwers: 93.420 Scheidsrechter: Joel Aguilar (SLV) |

|                                                                 |                 |       |        |                                                                                      |
| 13 oktober Vriendschappelijk № 854 «onderlinge duels» 21:00 uur | Mexico          | 1 – 0 | Panama | Estadio Nemesio Díez, Toluca Toeschouwers: 6.000 Scheidsrechter: Óscar Moncada (HON) |
| 13 oktober Vriendschappelijk № 854 «onderlinge duels» 21:00 uur | Carlos Vela 45' |       |        | Estadio Nemesio Díez, Toluca Toeschouwers: 6.000 Scheidsrechter: Óscar Moncada (HON) |

|                                                                                  |                                                       |       |             |                                                                                     |
| 13 november Kwalificatie WK 2018 Vierde ronde № 855 «onderlinge duels» 20:00 uur | Mexico                                                | 3 – 0 | El Salvador | Aztekenstadion, Mexico-Stad Toeschouwers: 60.155 Scheidsrechter: Walter López (GUA) |
| 13 november Kwalificatie WK 2018 Vierde ronde № 855 «onderlinge duels» 20:00 uur | Andrés Guardado 7' Héctor Herrera 42' Carlos Vela 64' |       |             | Aztekenstadion, Mexico-Stad Toeschouwers: 60.155 Scheidsrechter: Walter López (GUA) |

|                                                                                  |          |                                         |        | |
| 17 november Kwalificatie WK 2018 Vierde ronde № 856 «onderlinge duels» 15:00 uur | Honduras | 0 – 2                                   | Mexico | Estadio Olímpico Metropolitano, San Pedro Sula Toeschouwers: 29.840 Scheidsrechter: John Pitti (PAN) |
| 17 november Kwalificatie WK 2018 Vierde ronde № 856 «onderlinge duels» 15:00 uur |          | 67' Jesús Manuel Corona 72' Jürgen Damm |        | Estadio Olímpico Metropolitano, San Pedro Sula Toeschouwers: 29.840 Scheidsrechter: John Pitti (PAN) |

### 2016
|                                                        |                                      |       |         |                                                                             |
| 11 februari Vriendschappelijk № 857 «onderlinge duels» | Mexico                               | 2 – 0 | Senegal | Marlins Park, Miami Toeschouwers: 15.588 Scheidsrechter: Jair Marrufo (USA) |
| 11 februari Vriendschappelijk № 857 «onderlinge duels» | Jesús Dueñas 73' Rodolfo Pizarro 87' |       |         | Marlins Park, Miami Toeschouwers: 15.588 Scheidsrechter: Jair Marrufo (USA) |

|                                                                               |        |                                                                 |        |                                                                                     |
| 25 maart Kwalificatie WK 2018 Vierde ronde № 858 «onderlinge duels» 19:00 uur | Canada | 0 – 3                                                           | Mexico | BC Place Stadium, Vancouver Toeschouwers: 54.798 Scheidsrechter: Kimbell Ward (SKN) |
| 25 maart Kwalificatie WK 2018 Vierde ronde № 858 «onderlinge duels» 19:00 uur |        | 32' Javier Hernández 40' Hirving Lozano 72' Jesús Manuel Corona |        | BC Place Stadium, Vancouver Toeschouwers: 54.798 Scheidsrechter: Kimbell Ward (SKN) |

|                                                                               |                                                      |       |        |                                                                                       |
| 29 maart Kwalificatie WK 2018 Vierde ronde № 859 «onderlinge duels» 19:00 uur | Mexico                                               | 2 – 0 | Canada | Aztekenstadion, Mexico-Stad Toeschouwers: 70.852 Scheidsrechter: Yadel Martínez (CUB) |
| 29 maart Kwalificatie WK 2018 Vierde ronde № 859 «onderlinge duels» 19:00 uur | Andrés Guardado 17' (pen.) Jesús Manuel Corona 45+3' |       |        | Aztekenstadion, Mexico-Stad Toeschouwers: 70.852 Scheidsrechter: Yadel Martínez (CUB) |

|                                                             |                     |       |          |                                                                                   |
| 28 mei Vriendschappelijk № 860 «onderlinge duels» 18:00 uur | Mexico              | 1 – 0 | Paraguay | Georgia Dome , Atlanta Toeschouwers: 63.049 Scheidsrechter: Edvin Jurisevic (USA) |
| 28 mei Vriendschappelijk № 860 «onderlinge duels» 18:00 uur | Andrés Guardado 32' |       |          | Georgia Dome , Atlanta Toeschouwers: 63.049 Scheidsrechter: Edvin Jurisevic (USA) |

|                                                             |                      |       |       |                                                                                         |
| 1 juni Vriendschappelijk № 861 «onderlinge duels» 21:00 uur | Mexico               | 1 – 0 | Chili | Qualcomm Stadium, San Diego Toeschouwers: 70.000 Scheidsrechter: Baldomero Toledo (USA) |
| 1 juni Vriendschappelijk № 861 «onderlinge duels» 21:00 uur | Javier Hernández 87' |       |       | Qualcomm Stadium, San Diego Toeschouwers: 70.000 Scheidsrechter: Baldomero Toledo (USA) |

| Copa América Centenario |
| ----------------------- |

|                                                                |                                                                  |       |                 | |
| 5 juni Copa América Groep C № 862 «onderlinge duels» 20:00 uur | Mexico                                                           | 3 – 1 | Uruguay         | University of Phoenix Stadium, Glendale Toeschouwers: 60.025 Scheidsrechter: Enrique Cáceres (PAR) |
| 5 juni Copa América Groep C № 862 «onderlinge duels» 20:00 uur | Álvaro Pereira 4' (e.d.) Rafael Márquez 85' Héctor Herrera 90+2' |       | 74' Diego Godín | University of Phoenix Stadium, Glendale Toeschouwers: 60.025 Scheidsrechter: Enrique Cáceres (PAR) |

|                                                                |                                        |       |         |                                                                               |
| 9 juni Copa América Groep C № 863 «onderlinge duels» 20:00 uur | Mexico                                 | 2 – 0 | Jamaica | Rose Bowl, Pasadena Toeschouwers: 83.263 Scheidsrechter: Wilton Sampaio (BRA) |
| 9 juni Copa América Groep C № 863 «onderlinge duels» 20:00 uur | Javier Hernández 18' Oribe Peralta 81' |       |         | Rose Bowl, Pasadena Toeschouwers: 83.263 Scheidsrechter: Wilton Sampaio (BRA) |

|                                                                 |                  |       |                    |                                                                                |
| 13 juni Copa América Groep C № 864 «onderlinge duels» 20:00 uur | Mexico           | 1 – 1 | Venezuela          | NRG Stadium, Houston Toeschouwers: 67.319 Scheidsrechter: Yadel Martínez (CUB) |
| 13 juni Copa América Groep C № 864 «onderlinge duels» 20:00 uur | Jesús Corona 80' |       | 10' José Velázquez | NRG Stadium, Houston Toeschouwers: 67.319 Scheidsrechter: Yadel Martínez (CUB) |

|                                                                     |        | |       |                                                                                    |
| 18 juni Copa América Kwartfinale № 865 «onderlinge duels» 22:00 uur | Mexico | 0 – 7 | Chili | Levi's Stadium, Santa Clara Toeschouwers: 70.547 Scheidsrechter: Héber Lopes (BRA) |
| 18 juni Copa América Kwartfinale № 865 «onderlinge duels» 22:00 uur |        | 16' Edson Puch 44' Eduardo Vargas 49' Alexis Sánchez 52' Eduardo Vargas 57' Eduardo Vargas 74' Eduardo Vargas 87' Edson Puch |       | Levi's Stadium, Santa Clara Toeschouwers: 70.547 Scheidsrechter: Héber Lopes (BRA) |

|  |  |  |  |  |  |  |  |  |

|                                                                             |                            |       |                                                               |                                                                                               |
| 2 september Kwalificatie WK 2018 Groep A № 866 «onderlinge duels» 19:00 uur | El Salvador                | 1 – 3 | Mexico                                                        | Estadio Cuscatlan, San Salvador Toeschouwers: 25.633 Scheidsrechter: Armando Villarreal (USA) |
| 2 september Kwalificatie WK 2018 Groep A № 866 «onderlinge duels» 19:00 uur | Alexander Larín 24' (pen.) |       | 52' Héctor Moreno 58' Ángel Sepúlveda 73' (pen.) Raúl Jiménez | Estadio Cuscatlan, San Salvador Toeschouwers: 25.633 Scheidsrechter: Armando Villarreal (USA) |

|                                                                             |        |       |          |                                                                                    |
| 6 september Kwalificatie WK 2018 Groep A № 867 «onderlinge duels» 19:00 uur | Mexico | 0 – 0 | Honduras | Aztekenstadion, Mexico-Stad Toeschouwers: 41.008 Scheidsrechter: Mark Geiger (USA) |
| 6 september Kwalificatie WK 2018 Groep A № 867 «onderlinge duels» 19:00 uur |        |       |          | Aztekenstadion, Mexico-Stad Toeschouwers: 41.008 Scheidsrechter: Mark Geiger (USA) |

|                                                                |                 |       |                                                |                                                                                   |
| 8 oktober Vriendschappelijk № 868 «onderlinge duels» 16:00 uur | Nieuw-Zeeland   | 1 – 2 | Mexico                                         | Nissan Stadium, Nashville Toeschouwers: 40.287 Scheidsrechter: Jair Marrufo (USA) |
| 8 oktober Vriendschappelijk № 868 «onderlinge duels» 16:00 uur | Marco Rojas 46' |       | 29' (pen.) Giovani dos Santos 56' Marco Fabián | Nissan Stadium, Nashville Toeschouwers: 40.287 Scheidsrechter: Jair Marrufo (USA) |

|                                                                 |        |                   |        |                                                         |
| 11 oktober Vriendschappelijk № 869 «onderlinge duels» 20:30 uur | Panama | 0 – 1             | Mexico | Toyota Park, Bridgeview Scheidsrechter: Ted Unkel (USA) |
| 11 oktober Vriendschappelijk № 869 «onderlinge duels» 20:30 uur |        | 59' Oribe Peralta |        | Toyota Park, Bridgeview Scheidsrechter: Ted Unkel (USA) |

|                                                                             |                  |       |                                     |                                                                                              |
| 11 november Kwalificatie WK 2018 Groep A № 870 «onderlinge duels» 20:00 uur | Verenigde Staten | 1 – 2 | Mexico                              | Mapfre Stadium, Columbus Toeschouwers: 24.650 Scheidsrechter: Walter López Castellanos (GUA) |
| 11 november Kwalificatie WK 2018 Groep A № 870 «onderlinge duels» 20:00 uur | Bobby Wood 49'   |       | 20' Miguel Layún 89' Rafael Márquez | Mapfre Stadium, Columbus Toeschouwers: 24.650 Scheidsrechter: Walter López Castellanos (GUA) |

|                                                                             |        |       |        |                                                                                                  |
| 15 november Kwalificatie WK 2018 Groep A № 871 «onderlinge duels» 21:00 uur | Panama | 0 – 0 | Mexico | Estadio Rommel Fernández, Panama-Stad Toeschouwers: 24.650 Scheidsrechter: Ricardo Montero (CRC) |
| 15 november Kwalificatie WK 2018 Groep A № 871 «onderlinge duels» 21:00 uur |        |       |        | Estadio Rommel Fernández, Panama-Stad Toeschouwers: 24.650 Scheidsrechter: Ricardo Montero (CRC) |

### 2017
|                                                                 |                 |       |         |                                                                                   |
| 8 februari Vriendschappelijk № 872 «onderlinge duels» 19:00 uur | Mexico          | 1 – 0 | IJsland | Sam Boyd Stadium, Whitney Toeschouwers: 30.617 Scheidsrechter: Jair Marrufo (USA) |
| 8 februari Vriendschappelijk № 872 «onderlinge duels» 19:00 uur | Alan Pulido 21' |       |         | Sam Boyd Stadium, Whitney Toeschouwers: 30.617 Scheidsrechter: Jair Marrufo (USA) |

|                                                                          |                                       |       |            |                                                                                   |
| 24 maart Kwalificatie WK 2018 Groep A № 873 «onderlinge duels» 21:00 uur | Mexico                                | 2 – 0 | Costa Rica | Aztekenstadion, Mexico-Stad Toeschouwers: 87.366 Scheidsrechter: John Pitti (PAN) |
| 24 maart Kwalificatie WK 2018 Groep A № 873 «onderlinge duels» 21:00 uur | Javier Hernández 7' Néstor Araujo 45' |       |            | Aztekenstadion, Mexico-Stad Toeschouwers: 87.366 Scheidsrechter: John Pitti (PAN) |

|                                                                          |                |                 |        |                                                                                                   |
| 28 maart Kwalificatie WK 2018 Groep A № 874 «onderlinge duels» 19:00 uur | Trinidad en T. | 0 – 1           | Mexico | Hasely Crawford Stadium, Port of Spain Toeschouwers: 14.820 Scheidsrechter: Valdin Legister (JAM) |
| 28 maart Kwalificatie WK 2018 Groep A № 874 «onderlinge duels» 19:00 uur |                | 58' Diego Reyes |        | Hasely Crawford Stadium, Port of Spain Toeschouwers: 14.820 Scheidsrechter: Valdin Legister (JAM) |

|                                                             |                      |       |                             |                                                                                               |
| 27 mei Vriendschappelijk № 875 «onderlinge duels» 20:30 uur | Mexico               | 1 – 2 | Kroatië                     | LA Memorial Coliseum, Los Angeles Toeschouwers: 62.317 Scheidsrechter: Baldomero Toledo (USA) |
| 27 mei Vriendschappelijk № 875 «onderlinge duels» 20:30 uur | Javier Hernández 87' |       | 36' Duje Čop 37' Fran Tudor | LA Memorial Coliseum, Los Angeles Toeschouwers: 62.317 Scheidsrechter: Baldomero Toledo (USA) |

|                                                             |                                                          |       |                     |                                                                                       |
| 1 juni Vriendschappelijk № 876 «onderlinge duels» 20:30 uur | Mexico                                                   | 3 – 1 | Ierland             | MetLife Stadium, East Rutherford Toeschouwers: 42.017 Scheidsrechter: Ted Unkel (USA) |
| 1 juni Vriendschappelijk № 876 «onderlinge duels» 20:30 uur | Jesús Corona 16' Raúl Jiménez 25' (pen.) Carlos Vela 54' |       | 76' Stephen Gleeson | MetLife Stadium, East Rutherford Toeschouwers: 42.017 Scheidsrechter: Ted Unkel (USA) |

|                                                                             |                                                        |       |          |                                                                                     |
| 8 juni Kwalificatie WK 2018 Vijfde ronde № 877 «onderlinge duels» 21:00 uur | Mexico                                                 | 3 – 0 | Honduras | Aztekenstadion, Mexico-Stad Toeschouwers: 38.565 Scheidsrechter: Drew Fischer (CAN) |
| 8 juni Kwalificatie WK 2018 Vijfde ronde № 877 «onderlinge duels» 21:00 uur | Oswaldo Alanís 34' Hirving Lozano 63' Raúl Jiménez 66' |       |          | Aztekenstadion, Mexico-Stad Toeschouwers: 38.565 Scheidsrechter: Drew Fischer (CAN) |

|                                                                              |                 |       |                    |                                                                                     |
| 11 juni Kwalificatie WK 2018 Vijfde ronde № 878 «onderlinge duels» 19:30 uur | Mexico          | 1 – 1 | Verenigde Staten   | Aztekenstadion, Mexico-Stad Toeschouwers: 71.537 Scheidsrechter: Joel Aguilar (SLV) |
| 11 juni Kwalificatie WK 2018 Vijfde ronde № 878 «onderlinge duels» 19:30 uur | Carlos Vela 23' |       | 6' Michael Bradley | Aztekenstadion, Mexico-Stad Toeschouwers: 71.537 Scheidsrechter: Joel Aguilar (SLV) |

| FIFA Confederations Cup 2017 |
| ---------------------------- |

|                                                                            |                                        |       |                                          |                                                                             |
| 18 juni FIFA Confederations Cup Groep A № 879 «onderlinge duels» 18:00 uur | Portugal                               | 2 – 2 | Mexico                                   | Kazan Arena, Kazan Toeschouwers: 34.372 Scheidsrechter: Néstor Pitana (ARG) |
| 18 juni FIFA Confederations Cup Groep A № 879 «onderlinge duels» 18:00 uur | Ricardo Quaresma 34' Cédric Soares 86' |       | 42' Javier Hernández 90+1' Héctor Moreno | Kazan Arena, Kazan Toeschouwers: 34.372 Scheidsrechter: Néstor Pitana (ARG) |

|                                                                            |                                    |       |                |                                                                                     |
| 21 juni FIFA Confederations Cup Groep A № 880 «onderlinge duels» 21:00 uur | Mexico                             | 2 – 1 | Nieuw-Zeeland  | Olympisch stadion, Sotsji Toeschouwers: 25.133 Scheidsrechter: Bakary Gassama (GAM) |
| 21 juni FIFA Confederations Cup Groep A № 880 «onderlinge duels» 21:00 uur | Raúl Jiménez 54' Oribe Peralta 72' |       | 42' Chris Wood | Olympisch stadion, Sotsji Toeschouwers: 25.133 Scheidsrechter: Bakary Gassama (GAM) |

|                                                                            |                                      |       |                       |                                                                                |
| 24 juni FIFA Confederations Cup Groep A № 881 «onderlinge duels» 18:00 uur | Mexico                               | 2 – 1 | Rusland               | Kazan Arena, Kazan Toeschouwers: 41.585 Scheidsrechter: Fahad Al-Mirdasi (KSA) |
| 24 juni FIFA Confederations Cup Groep A № 881 «onderlinge duels» 18:00 uur | Néstor Araujo 30' Hirving Lozano 52' |       | 25' Aleksandr Samedov | Kazan Arena, Kazan Toeschouwers: 41.585 Scheidsrechter: Fahad Al-Mirdasi (KSA) |

|                                                                                 |                                                                     |       |                  |                                                                                          |
| 29 juni FIFA Confederations Cup Halve finale № 882 «onderlinge duels» 21:00 uur | Duitsland                                                           | 4 – 1 | Mexico           | Olympisch Stadion Fisjt, Sotsji Toeschouwers: 37.923 Scheidsrechter: Néstor Pitana (ARG) |
| 29 juni FIFA Confederations Cup Halve finale № 882 «onderlinge duels» 21:00 uur | Leon Goretzka 6' Leon Goretzka 8' Timo Werner 81' Amin Younes 90+1' |       | 89' Marco Fabián | Olympisch Stadion Fisjt, Sotsji Toeschouwers: 37.923 Scheidsrechter: Néstor Pitana (ARG) |

|                                                                                |                                     |              |                      |                                                                                      |
| 2 juli FIFA Confederations Cup Troostfinale № 884 «onderlinge duels» 15:00 uur | Portugal                            | 2 – 1 (n.v.) | Mexico               | Otkrytieje Arena, Moskou Toeschouwers: 42.659 Scheidsrechter: Fahad Al-Mirdasi (KSA) |
| 2 juli FIFA Confederations Cup Troostfinale № 884 «onderlinge duels» 15:00 uur | Pepe 90+1' Adrien Silva 104' (pen.) |              | 54' (e.d.) Luís Neto | Otkrytieje Arena, Moskou Toeschouwers: 42.659 Scheidsrechter: Fahad Al-Mirdasi (KSA) |

|  |  |  |  |  |  |  |  |  |

|                                                             |                                                |       |                       |                                                                                 |
| 1 juli Vriendschappelijk № 883 «onderlinge duels» 17:00 uur | Mexico                                         | 2 – 1 | Paraguay              | CenturyLink Field, Seattle Toeschouwers: 40.000 Scheidsrechter: Ted Unkel (USA) |
| 1 juli Vriendschappelijk № 883 «onderlinge duels» 17:00 uur | Rodolfo Pizarro 19' Elías Hernández 26' (pen.) |       | 45+2' Antonio Bareiro | CenturyLink Field, Seattle Toeschouwers: 40.000 Scheidsrechter: Ted Unkel (USA) |

| CONCACAF Gold Cup 2017 |
| ---------------------- |

|                                                                     |                                                          |       |                    |                                                                                      |
| 9 juli CONCACAF Gold Cup Groep C № 885 «onderlinge duels» 18:00 uur | Mexico                                                   | 3 – 1 | El Salvador        | Qualcomm Stadium, San Diego Toeschouwers: 53.133 Scheidsrechter: Óscar Moncada (HON) |
| 9 juli CONCACAF Gold Cup Groep C № 885 «onderlinge duels» 18:00 uur | Hedgardo Marín 8' Elías Hernández 29' Orbelín Pineda 55' |       | 10' Nelson Bonilla | Qualcomm Stadium, San Diego Toeschouwers: 53.133 Scheidsrechter: Óscar Moncada (HON) |

|                                                                      |        |       |         | |
| 13 juli CONCACAF Gold Cup Groep C № 886 «onderlinge duels» 20:00 uur | Mexico | 0 – 0 | Jamaica | Sports Authority Field at Mile High, Denver Toeschouwers: 49.121 Scheidsrechter: Ricardo Montero (CRC) |
| 13 juli CONCACAF Gold Cup Groep C № 886 «onderlinge duels» 20:00 uur |        |       |         | Sports Authority Field at Mile High, Denver Toeschouwers: 49.121 Scheidsrechter: Ricardo Montero (CRC) |

|                                                                      |         |                                         |        |                                                                                |
| 16 juli CONCACAF Gold Cup Groep C № 887 «onderlinge duels» 19:00 uur | Curaçao | 0 – 2                                   | Mexico | Alamodome, San Antonio Toeschouwers: 44.232 Scheidsrechter: Kimbell Ward (SKN) |
| 16 juli CONCACAF Gold Cup Groep C № 887 «onderlinge duels» 19:00 uur |         | 22' Angél Sepúlveda 90+1' Edson Álvarez |        | Alamodome, San Antonio Toeschouwers: 44.232 Scheidsrechter: Kimbell Ward (SKN) |

|                                                                          |                    |       |          |                                                                                                 |
| 20 juli CONCACAF Gold Cup Kwartfinale № 888 «onderlinge duels» 16:30 uur | Mexico             | 1 – 0 | Honduras | University of Phoenix Stadium, Glendale Toeschouwers: 37.404 Scheidsrechter: Walter López (GUA) |
| 20 juli CONCACAF Gold Cup Kwartfinale № 888 «onderlinge duels» 16:30 uur | Rodolfo Pizarro 4' |       |          | University of Phoenix Stadium, Glendale Toeschouwers: 37.404 Scheidsrechter: Walter López (GUA) |

|                                                                           |        |                    |         |                                                                           |
| 23 juli CONCACAF Gold Cup Halve finale № 889 «onderlinge duels» 21:00 uur | Mexico | 0 – 1              | Jamaica | Rose Bowl, Pasadena Toeschouwers: 42.393 Scheidsrechter: John Pitti (PAN) |
| 23 juli CONCACAF Gold Cup Halve finale № 889 «onderlinge duels» 21:00 uur |        | 88' Kemar Lawrence |         | Rose Bowl, Pasadena Toeschouwers: 42.393 Scheidsrechter: John Pitti (PAN) |

|  |  |  |  |  |  |  |  |  |

|                                                                                  |                    |       |        |                                                                                     |
| 1 september Kwalificatie WK 2018 Vijfde ronde № 890 «onderlinge duels» 20:30 uur | Mexico             | 1 – 0 | Panama | Aztekenstadion, Mexico-Stad Toeschouwers: 37.835 Scheidsrechter: Walter López (GUA) |
| 1 september Kwalificatie WK 2018 Vijfde ronde № 890 «onderlinge duels» 20:30 uur | Hirving Lozano 53' |       |        | Aztekenstadion, Mexico-Stad Toeschouwers: 37.835 Scheidsrechter: Walter López (GUA) |

|                                                                                  |                 |       |                            |                                                                                   |
| 5 september Kwalificatie WK 2018 Vijfde ronde № 891 «onderlinge duels» 20:00 uur | Costa Rica      | 1 – 1 | Mexico                     | Estadio Nacional, San José Toeschouwers: 33.000 Scheidsrechter: Mark Geiger (USA) |
| 5 september Kwalificatie WK 2018 Vijfde ronde № 891 «onderlinge duels» 20:00 uur | Marco Ureña 83' |       | 42' (e.d.) Cristian Gamboa | Estadio Nacional, San José Toeschouwers: 33.000 Scheidsrechter: Mark Geiger (USA) |

|                                                                                |                                                              |       |                        |                                                                                                  |
| 6 oktober Kwalificatie WK 2018 Vijfde ronde № 892 «onderlinge duels» 20:30 uur | Mexico                                                       | 3 – 1 | Trinidad en Tobago     | Estadio Alfonso Lastras, San Luis Potosí Toeschouwers: 25.111 Scheidsrechter: Kimbell Ward (SKN) |
| 6 oktober Kwalificatie WK 2018 Vijfde ronde № 892 «onderlinge duels» 20:30 uur | Hirving Lozano 78' Javier Hernández 88' Héctor Herrera 90+4' |       | 66' Shahdon Winchester | Estadio Alfonso Lastras, San Luis Potosí Toeschouwers: 25.111 Scheidsrechter: Kimbell Ward (SKN) |

|                                                                                 |                                                               |       |                                   |                                                                                          |
| 10 oktober Kwalificatie WK 2018 Vijfde ronde № 893 «onderlinge duels» 20:00 uur | Honduras                                                      | 3 – 2 | Mexico                            | Estadio Olímpico, San Pedro Sula Toeschouwers: 37.134 Scheidsrechter: Joel Aguilar (ESA) |
| 10 oktober Kwalificatie WK 2018 Vijfde ronde № 893 «onderlinge duels» 20:00 uur | Alberth Elis 34' Guillermo Ochoa 54' (e.d.) Romell Quioto 60' |       | 17' Oribe Peralta 39' Carlos Vela | Estadio Olímpico, San Pedro Sula Toeschouwers: 37.134 Scheidsrechter: Joel Aguilar (ESA) |

|                                                                  |                                                     |       |                                                                  |                                                                                             |
| 10 november Vriendschappelijk № 894 «onderlinge duels» 20:45 uur | België                                              | 3 – 3 | Mexico                                                           | Koning Boudewijnstadion, Brussel Toeschouwers: 40.956 Scheidsrechter: Paolo Mazzoleni (ITA) |
| 10 november Vriendschappelijk № 894 «onderlinge duels» 20:45 uur | Eden Hazard 17' Romelu Lukaku 55' Romelu Lukaku 70' |       | 38' (pen.) Andrés Guardado 56' Hirving Lozano 60' Hirving Lozano | Koning Boudewijnstadion, Brussel Toeschouwers: 40.956 Scheidsrechter: Paolo Mazzoleni (ITA) |

|                                                                  |       |                  |        |                                                                                  |
| 13 november Vriendschappelijk № 895 «onderlinge duels» 20:45 uur | Polen | 0 – 1            | Mexico | Stadion Energa, Gdańsk Toeschouwers: 32.736 Scheidsrechter: Oliver Drachta (AUT) |
| 13 november Vriendschappelijk № 895 «onderlinge duels» 20:45 uur |       | 13' Raúl Jiménez |        | Stadion Energa, Gdańsk Toeschouwers: 32.736 Scheidsrechter: Oliver Drachta (AUT) |

### 2018
|                                                             |                |       |                |                                                                                |
| 31 januari Vriendschappelijk № «onderlinge duels» 20:00 uur | Mexico         | 0 – 1 | Bosnië en Her. | Alamodome, San Antonio Toeschouwers: 26.867 Scheidsrechter: Jair Marrufo (USA) |
| 31 januari Vriendschappelijk № «onderlinge duels» 20:00 uur | Hugo Ayala 65' |       |                | Alamodome, San Antonio Toeschouwers: 26.867 Scheidsrechter: Jair Marrufo (USA) |

|                                                           |                                                    |       |         |                                                                                          |
| 23 maart Vriendschappelijk № «onderlinge duels» 21:00 uur | Mexico                                             | 3 – 0 | IJsland | Levi's Stadium, Santa Clara Toeschouwers: 68.917 Scheidsrechter: Armando Villareal (USA) |
| 23 maart Vriendschappelijk № «onderlinge duels» 21:00 uur | Marco Fabián 37' Miguel Layún 64' Miguel Layún 90' |       |         | Levi's Stadium, Santa Clara Toeschouwers: 68.917 Scheidsrechter: Armando Villareal (USA) |

|                                                           |        |                         |         |                                                                                  |
| 27 maart Vriendschappelijk № «onderlinge duels» 21:00 uur | Mexico | 0 – 1                   | Kroatië | AT&T Stadium, Arlington Toeschouwers: 79.128 Scheidsrechter: Mario Escobar (GUA) |
| 27 maart Vriendschappelijk № «onderlinge duels» 21:00 uur |        | 62' (pen.) Ivan Rakitić |         | AT&T Stadium, Arlington Toeschouwers: 79.128 Scheidsrechter: Mario Escobar (GUA) |

|                                                         |                        |       |           |                                                                                          |
| 2 juni Vriendschappelijk № «onderlinge duels» 21:00 uur | Mexico                 | 1 – 0 | Schotland | Estadio Azteca, Mexico-Stad Toeschouwers: 70.993 Scheidsrechter: Julian Weinberger (AUT) |
| 2 juni Vriendschappelijk № «onderlinge duels» 21:00 uur | Giovani dos Santos 13' |       |           | Estadio Azteca, Mexico-Stad Toeschouwers: 70.993 Scheidsrechter: Julian Weinberger (AUT) |

|                                                         |                                          |       |        |                                                                                          |
| 9 juni Vriendschappelijk № «onderlinge duels» 20:00 uur | Denemarken                               | 2 – 0 | Mexico | Brøndby Stadion, Brøndbyvester Toeschouwers: 16.376 Scheidsrechter: Kai Erik Steen (NOR) |
| 9 juni Vriendschappelijk № «onderlinge duels» 20:00 uur | Yussuf Poulsen 71' Christian Eriksen 74' |       |        | Brøndby Stadion, Brøndbyvester Toeschouwers: 16.376 Scheidsrechter: Kai Erik Steen (NOR) |

|                                                              |                  |       |                                           |                                                                               |
| 7 september Vriendschappelijk № «onderlinge duels» 21:00 uur | Mexico           | 1 – 4 | Uruguay                                   | NRG Stadium, Houston Toeschouwers: 60,617 Scheidsrechter: Ismail Elfath (USA) |
| 7 september Vriendschappelijk № «onderlinge duels» 21:00 uur | Raúl Jiménez 25' |       | Giménez, 21' Suárez 32', 40', Pereiro 59' | NRG Stadium, Houston Toeschouwers: 60,617 Scheidsrechter: Ismail Elfath (USA) |

|                                                               |                  |       |        |                                                                                                  |
| 11 september Vriendschappelijk № «onderlinge duels» 20:30 uur | Verenigde Staten | 1 – 0 | Mexico | Nissan Stadium, Nashville (Tennessee) Toeschouwers: 40,194 Scheidsrechter: Ricardo Montero (CRC) |
| 11 september Vriendschappelijk № «onderlinge duels» 20:30 uur | Tyler Adams 71'  |       |        | Nissan Stadium, Nashville (Tennessee) Toeschouwers: 40,194 Scheidsrechter: Ricardo Montero (CRC) |

|                                                             |                                                       |       |                                   | |
| 11 oktober Vriendschappelijk № «onderlinge duels» 20:30 uur | Mexico                                                | 3 – 2 | Costa Rica                        | Estadio Universitario, San Nicolás de los Garza Toeschouwers: 35,827 Scheidsrechter: Oscar Moncada (HON) |
| 11 oktober Vriendschappelijk № «onderlinge duels» 20:30 uur | Victor Guzman 33', Henry Martin 56', Raúl Jiménez 71' |       | Joel Campbell 29', Bryan Ruiz 44' | Estadio Universitario, San Nicolás de los Garza Toeschouwers: 35,827 Scheidsrechter: Oscar Moncada (HON) |

|                                                             |        |                      |       |                                                                                           |
| 16 oktober Vriendschappelijk № «onderlinge duels» 20:45 uur | Mexico | 0 – 1                | Chili | Estadio La Corregidora, Querétaro Toeschouwers: 40,000 Scheidsrechter: Joel Aguilar (ESV) |
| 16 oktober Vriendschappelijk № «onderlinge duels» 20:45 uur |        | Nicolás Castillo 89' |       | Estadio La Corregidora, Querétaro Toeschouwers: 40,000 Scheidsrechter: Joel Aguilar (ESV) |

|                                                              |                                  |       |        |                                                                         |
| 20 november Vriendschappelijk № «onderlinge duels» 21:00 uur | Argentinië                       | 2 – 0 | Mexico | Estadio Malvinas Argentinas, Mendoza Scheidsrechter: Andres Rojas (COL) |
| 20 november Vriendschappelijk № «onderlinge duels» 21:00 uur | Mauro Icardi 2' Paulo Dybala 87' |       |        | Estadio Malvinas Argentinas, Mendoza Scheidsrechter: Andres Rojas (COL) |

| WK 2018 |
| ------- |

|                                                        |           |                    |        |                                                                                                |
| 17 juni WK 2018 Groep F № «onderlinge duels» 17:00 uur | Duitsland | 0 – 1              | Mexico | Olympisch Stadion Loezjniki, Moskou Toeschouwers: 78.000 Scheidsrechter: Alireza Faghani (IRI) |
| 17 juni WK 2018 Groep F № «onderlinge duels» 17:00 uur |           | 35' Hirving Lozano |        | Olympisch Stadion Loezjniki, Moskou Toeschouwers: 78.000 Scheidsrechter: Alireza Faghani (IRI) |

|                                                        |                   |       |                                             |                                                                                          |
| 23 juni WK 2018 Groep F № «onderlinge duels» 17:00 uur | Zuid-Korea        | 1 – 2 | Mexico                                      | Rostov Arena, Rostov aan de Don Toeschouwers: 43.472 Scheidsrechter: Milorad Mažić (SRB) |
| 23 juni WK 2018 Groep F № «onderlinge duels» 17:00 uur | Son Heung-min 90' |       | 26' (pen.) Carlos Vela 66' Javier Hernández | Rostov Arena, Rostov aan de Don Toeschouwers: 43.472 Scheidsrechter: Milorad Mažić (SRB) |

|                                                        |        |                                                                               |        |                                                                                            |
| 27 juni WK 2018 Groep F № «onderlinge duels» 19:00 uur | Mexico | 0 – 3                                                                         | Zweden | Centraal Stadion, Jekaterinenburg Toeschouwers: 33.061 Scheidsrechter: Néstor Pitana (ARG) |
| 27 juni WK 2018 Groep F № «onderlinge duels» 19:00 uur |        | 50' Ludwig Augustinsson 62' (pen.) Andreas Granqvist 74' (e.d.) Edson Álvarez |        | Centraal Stadion, Jekaterinenburg Toeschouwers: 33.061 Scheidsrechter: Néstor Pitana (ARG) |

|                                                              |                                |       |        |                                                                                 |
| 2 juli WK 2018 Achtste finale № «onderlinge duels» 18:00 uur | Brazilië                       | 2 – 0 | Mexico | Cosmos Arena, Samara Toeschouwers: 41.970 Scheidsrechter: Gianluca Rocchi (ITA) |
| 2 juli WK 2018 Achtste finale № «onderlinge duels» 18:00 uur | Neymar 51' Roberto Firmino 88' |       |        | Cosmos Arena, Samara Toeschouwers: 41.970 Scheidsrechter: Gianluca Rocchi (ITA) |

|  |  |  |  |  |  |  |  |  |

### 2019
|                                                           |                                                       |       |                      |                                                                               |
| 22 maart Vriendschappelijk № «onderlinge duels» 19:15 uur | Mexico                                                | 3 – 1 | Chili                | SDCCU Stadium, San Diego Toeschouwers: 49.617 Scheidsrechter: Ted Unkel (USA) |
| 22 maart Vriendschappelijk № «onderlinge duels» 19:15 uur | Raúl Jiménez 52' Héctor Moreno 64' Hirving Lozano 65' |       | Nicolás Castillo 69' | SDCCU Stadium, San Diego Toeschouwers: 49.617 Scheidsrechter: Ted Unkel (USA) |

|                                                           |                                                                                   |       |                                       |                                                                                       |
| 26 maart Vriendschappelijk № «onderlinge duels» 19:00 uur | Mexico                                                                            | 4 – 2 | Paraguay                              | Levi's Stadium, Santa Clara Toeschouwers: 50,317 Scheidsrechter: Keylor Herrera (CRC) |
| 26 maart Vriendschappelijk № «onderlinge duels» 19:00 uur | Jonathan dos Santos 6', Gustavo Gómez 9', Javier Hernández 24', Luis Montes 90+1' |       | Hernán Pérez 54', Derlis González 84' | Levi's Stadium, Santa Clara Toeschouwers: 50,317 Scheidsrechter: Keylor Herrera (CRC) |

| CONCACAF Gold Cup 2019 |
| ---------------------- |

|                                                      |                                                                                  |       |      |                                                                           |
| 15 juni Gold Cup 2019 № «onderlinge duels» 19:00 uur | Mexico                                                                           | 7 – 0 | Cuba | Rose Bowl, Pasadena Toeschouwers: 65,527 Scheidsrechter: John Pitti (PAN) |
| 15 juni Gold Cup 2019 № «onderlinge duels» 19:00 uur | Uriel Antuna 2', 44', 80' Raúl Jiménez 31', 60' Diego Reyes 38', Alexis Vega 74' |       |      | Rose Bowl, Pasadena Toeschouwers: 65,527 Scheidsrechter: John Pitti (PAN) |

|                                                      |                                     |       |                                                        |                                                                                           |
| 23 juni Gold Cup 2019 № «onderlinge duels» 20:30 uur | Martinique                          | 2 – 3 | Mexico                                                 | Bank of America Stadium, Charlotte Toeschouwers: 59,283 Scheidsrechter: Ivan Bárton (ESA) |
| 23 juni Gold Cup 2019 № «onderlinge duels» 20:30 uur | Kévin Parsemain 56' Jordy Delem 84' |       | Uriel Antuna 29' Raúl Jiménez 61' Fernando Navarro 72' | Bank of America Stadium, Charlotte Toeschouwers: 59,283 Scheidsrechter: Ivan Bárton (ESA) |

|                                                                  |                                                                                       |       |                                                                                     |                                                                            |
| 29 juni Gold Cup 2019 Kwartfinale № «onderlinge duels» 21:00 uur | Mexico                                                                                | 1 – 1 | Costa Rica                                                                          | NRG Stadium, Houston Toeschouwers: 70.788 Scheidsrechter: John Pitti (PAN) |
| 29 juni Gold Cup 2019 Kwartfinale № «onderlinge duels» 21:00 uur | Raúl Jiménez 44'                                                                      |       | Bryan Ruiz 52'                                                                      | NRG Stadium, Houston Toeschouwers: 70.788 Scheidsrechter: John Pitti (PAN) |
| 29 juni Gold Cup 2019 Kwartfinale № «onderlinge duels» 21:00 uur | Strafschoppen                                                                         |       |                                                                                     | NRG Stadium, Houston Toeschouwers: 70.788 Scheidsrechter: John Pitti (PAN) |
| 29 juni Gold Cup 2019 Kwartfinale № «onderlinge duels» 21:00 uur | Raúl Jiménez Luis Montes Roberto Alvarado Jesús Gallardo Héctor Moreno Carlos Salcedo | 5 – 4 | Celso Borges Elías Aguilar Randall Leal Óscar Duarte Francisco Calvo Keysher Fuller | NRG Stadium, Houston Toeschouwers: 70.788 Scheidsrechter: John Pitti (PAN) |

|                                                                  |       |                  |        |                                                                                               |
| 2 juli Gold Cup 2019 Halve Finale № «onderlinge duels» 19:30 uur | Haïti | 0 – 1            | Mexico | State Farm Stadium, Glendale Toeschouwers: 64.128 Scheidsrechter: Abdulrahman Al-Jassim (QAT) |
| 2 juli Gold Cup 2019 Halve Finale № «onderlinge duels» 19:30 uur |       | Raúl Jiménez 93' |        | State Farm Stadium, Glendale Toeschouwers: 64.128 Scheidsrechter: Abdulrahman Al-Jassim (QAT) |

|                                                            |                         |       |                  |                                                                                      |
| 7 juli Gold Cup 2019 Finale № «onderlinge duels» 20:15 uur | Mexico                  | 1 – 0 | Verenigde Staten | Soldier Field, Chicago Toeschouwers: 62.493 Scheidsrechter: Mario Escobar Toca (GUA) |
| 7 juli Gold Cup 2019 Finale № «onderlinge duels» 20:15 uur | Jonathan dos Santos 73' |       |                  | Soldier Field, Chicago Toeschouwers: 62.493 Scheidsrechter: Mario Escobar Toca (GUA) |

|                                                              |                  |                                                           |        |                                                                                          |
| 6 september Vriendschappelijk № «onderlinge duels» 20:30 uur | Verenigde Staten | 0 – 3                                                     | Mexico | MetLife Stadium, East Rutherford Toeschouwers: 47.960 Scheidsrechter: Joel Aguilar (ESA) |
| 6 september Vriendschappelijk № «onderlinge duels» 20:30 uur |                  | Javier Hernández 21' Érick Gutiérrez 78' Uriel Antuna 82' |        | MetLife Stadium, East Rutherford Toeschouwers: 47.960 Scheidsrechter: Joel Aguilar (ESA) |

|                                                               |                                                    |       |        |                                                                                        |
| 11 september Vriendschappelijk № «onderlinge duels» 20:30 uur | Argentinië                                         | 4 – 0 | Mexico | Alamodome, San Antonio Toeschouwers: 56.611 Scheidsrechter: Héctor Said Martinez (HON) |
| 11 september Vriendschappelijk № «onderlinge duels» 20:30 uur | Lautaro Martínez 17', 22', 39' Leandro Paredes 33' |       |        | Alamodome, San Antonio Toeschouwers: 56.611 Scheidsrechter: Héctor Said Martinez (HON) |

|                                                            |                                               |       |                    |                                                                                        |
| 2 oktober Vriendschappelijk № «onderlinge duels» 21:06 uur | Mexico                                        | 2 – 0 | Trinidad en Tobago | Estadio Nemesio Díez, Toluca Toeschouwers: 20.000 Scheidsrechter: Oliver Vergara (PAN) |
| 2 oktober Vriendschappelijk № «onderlinge duels» 21:06 uur | José Juan Macías 23' Jesús Ricardo Angulo 31' |       |                    | Estadio Nemesio Díez, Toluca Toeschouwers: 20.000 Scheidsrechter: Oliver Vergara (PAN) |

|                                                       |                 |       |                                                                                    |                                                                           |
| 11 oktober CNL 2019/20 № «onderlinge duels» 22:00 uur | Bermuda         | 1 – 5 | Mexico                                                                             | Bermuda National Stadium, Devonshire Scheidsrechter: Henry Bejarano (CRC) |
| 11 oktober CNL 2019/20 № «onderlinge duels» 22:00 uur | Nahki Wells 56' |       | Uriel Antuna 25' José Juan Macías 45+2', 53' Hirving Lozano 60' Héctor Herrera 71' | Bermuda National Stadium, Devonshire Scheidsrechter: Henry Bejarano (CRC) |

|                                                        |        |                                        |        |                                                                             |
| 15 november CNL 2019/20 № «onderlinge duels» 22:00 uur | Panama | 0 – 3                                  | Mexico | Estadio Rommel Fernández, Panama-Stad Scheidsrechter: Ricardo Montero (CRC) |
| 15 november CNL 2019/20 № «onderlinge duels» 22:00 uur |        | Raúl Jiménez 8', 85' Edson Álvarez 70' |        | Estadio Rommel Fernández, Panama-Stad Scheidsrechter: Ricardo Montero (CRC) |

FMF · A-internationals · Selecties · Bondscoaches · Statistieken · Mexicaans vrouwenelftal · Olympisch elftal · Mexico U21 · Mexico U20 · Mexico U19 · Mexico U18 · Mexico U17
1920 – 1949 ·
1950 – 1969 ·
1970 – 1979 ·
1980 – 1989 ·
1990 – 1999 ·
2000 – 2009 ·
2010 – 2019 ·
2020 – 2029
Copa América 1993 ·
Copa América 1995 ·
Copa América 1997 ·
Copa América 1999 ·
Copa América 2001 ·
Copa América 2004 ·
Copa América 2007 ·
Copa América 2011 ·
Copa América 2015 · 
Copa América 2016
WK 1930 ·
WK 1950 ·
WK 1954 ·
WK 1958 ·
WK 1962 ·
WK 1966 ·
WK 1970 ·
WK 1978 ·
WK 1986 ·
WK 1994 ·
WK 1998 ·
WK 2002 ·
WK 2006 ·
WK 2010 ·
WK 2014 · 
WK 2018
OS 1928 ·
OS 1948 ·
OS 1964 ·
OS 1968 ·
OS 1972 ·
OS 1976 ·
OS 1992 ·
OS 1996 ·
OS 2004 ·
OS 2012 ·
OS 2016 ·
OS 2020
1923 ·
1924–1927 ·
1928 ·
1929 ·
1930 ·
1931–1933 ·
1934 ·
1935 ·
1936 ·
1937 ·
1938 ·
1939–1946 ·
1947 ·
1948 ·
1949 ·
1950 ·
1951 ·
1952 ·
1953 ·
1954 ·
1955 ·
1956 ·
1957 ·
1958 ·
1959 ·
1960 ·
1961 ·
1962 ·
1963 ·
1964 ·
1965 ·
1966 ·
1967 ·
1968 ·
1969 ·
1970 · 
1971 · 
1972 · 
1973 · 
1974 · 
1975 · 
1976 · 
1977 · 
1978 · 
1979 · 
1980 · 
1981 · 
1982 · 
1983 · 
1984 · 
1985 · 
1986 · 
1987 · 
1988 · 
1989 · 
1990 · 
1991 · 
1992 · 
1993 · 
1994 · 
1995 · 
1996 · 
1997 · 
1998 · 
1999 · 
2000 · 
2001 · 
2002 · 
2003 · 
2004 · 
2005 · 
2006 · 
2007 · 
2008 · 
2009 · 
2010 · 
2011 · 
2012 · 
2013 · 
2014 · 
2015 · 
2016 ·
2017 ·
2018 ·
2019 ·
2020 ·
2021 ·
2022 ·
2023
Albanië ·
Algerije ·
Angola ·
Argentinië ·
Australië ·
België ·
Belize ·
Bermuda ·
Bolivia ·
Bosnië en Herzegovina ·
Brazilië ·
Bulgarije ·
Canada ·
Chili ·
China ·
Colombia ·
Congo-Kinshasa ·
Costa Rica ·
Cuba ·
Curaçao ·
DDR ·
Denemarken ·
Dominica ·
Dominicaanse Republiek ·
Duitsland ·
Ecuador ·
Egypte ·
El Salvador ·
Engeland ·
Estland ·
Fiji ·
Finland ·
Frankrijk ·
Gambia ·
Ghana ·
Griekenland ·
Guatemala ·
Guyana ·
Haïti ·
Honduras ·
Hongarije ·
Ierland ·
IJsland ·
Irak ·
Iran ·
Israël ·
Italië ·
Ivoorkust ·
Jamaica ·
Japan ·
Joegoslavië ·
Kameroen ·
Kroatië ·
Liberia ·
Luxemburg ·
Marokko ·
Martinique ·
Nederland ·
Nederlandse Antillen ·
Nicaragua ·
Nieuw-Zeeland ·
Nigeria ·
Noord-Ierland ·
Noord-Korea ·
Noorwegen ·
Oekraïne ·
Oezbekistan ·
Panama ·
Paraguay ·
Peru ·
Polen ·
Portugal ·
Qatar ·
Roemenië ·
Rusland ·
Saint Kitts en Nevis ·
Saint Vincent en de Grenadines ·
Saoedi-Arabië ·
Schotland ·
Senegal ·
Servië ·
Slovenië ·
Slowakije ·
Sovjet-Unie ·
Spanje ·
Suriname ·
Trinidad en Tobago ·
Tsjechië ·
Tsjecho-Slowakije ·
Tunesië ·
Turkije ·
Uruguay ·
Venezuela ·
Verenigde Staten ·
Wales ·
Wit-Rusland ·
Zuid-Afrika ·
Zuid-Korea ·
Zweden ·
Zwitserland
Angola (2006) ·
Argentinië (2006) ·
Brazilië (1999) ·
Brazilië (2014) ·
Brazilië (2018) ·
Duitsland (2018) ·
Frankrijk (2010) ·
Iran (2006) ·
Kameroen (2014) ·
Kroatië (2014) ·
Nederland (2014) ·
Portugal (2006) ·
Uruguay (2010) ·
Zuid-Afrika (2010) ·
Zuid-Korea (2018) ·
Zweden (2018)
AFC-zone: Afghanistan · Australië · Bahrein · Bangladesh · Bhutan · Brunei · Cambodja · China · Chinees Taipei · Filipijnen · Guam · Hongkong · India · Indonesië · Iran · Irak · Japan · Jemen · Jordanië · Koeweit · Kirgizië · Laos · Libanon · Macau · Maleisië · Maldiven · Mongolië · Myanmar · Nepal · Noord-Korea · Oezbekistan · Oman · Oost-Timor · Pakistan · Palestina · Qatar · Saoedi-Arabië · Singapore · Sri Lanka · Syrië · Tadjikistan · Thailand · Turkmenistan · Verenigde Arabische Emiraten · Vietnam · Zuid-Korea

CAF-zone: Algerije · Angola · Benin · Botswana · Burkina Faso · Burundi · Centraal-Afrikaanse Republiek · Comoren · Congo-Brazzaville · Congo-Kinshasa · Djibouti · Egypte · Equatoriaal-Guinea · Eritrea · Ethiopië · Gabon · Gambia · Ghana · Guinee · Guinee-Bissau · Ivoorkust · Kaapverdië · Kameroen · Kenia · Lesotho · Liberia · Libië · Madagaskar · Malawi · Mali · Mauritanië · Mauritius · Marokko · Mozambique · Namibië · Niger · Nigeria · Oeganda · Rwanda · Sao Tomé en Principe · Senegal · Seychellen · Sierra Leone · Soedan · Somalië · Swaziland · Tanzania · Togo · Tsjaad · Tunesië · Zambia · Zimbabwe · Zuid-Afrika · Zuid-Soedan 

CONCACAF-zone: Amerikaanse Maagdeneilanden · Anguilla · Antigua en Barbuda · Aruba · Bahama's · Barbados · Belize · Bermuda · Britse Maagdeneilanden · Canada · Kaaimaneilanden · Costa Rica · Cuba · Curaçao · Dominica · Dominicaanse Republiek · El Salvador · Frans Guyana · Grenada · Guadeloupe · Guatemala · Guyana · Haïti · Honduras · Jamaica · Martinique · Mexico · Montserrat · 
Nicaragua · Panama · Puerto Rico · Saint Kitts en Nevis · Saint Lucia · Saint Vincent en de Grenadines · Sint Maarten · Suriname · Trinidad en Tobago · Turks- en Caicoseilanden · Verenigde Staten

CONMEBOL-zone: Argentinië · Bolivia · Brazilië · Chili · Colombia · Ecuador · Paraguay · Peru · Uruguay · Venezuela

OFC-zone: Amerikaans-Samoa · Cookeilanden · Fiji · Nieuw-Caledonië · Nieuw-Zeeland · Papoea-Nieuw-Guinea · Samoa · Salomoneilanden · Tahiti · Tonga · Vanuatu

UEFA-zone: Albanië · Andorra · Armenië · Azerbeidzjan · België · Bosnië en Herzegovina · Bulgarije · Cyprus · Denemarken · Duitsland · Engeland · Estland · Faeröer · Finland · Frankrijk · Georgië · Gibraltar · Griekenland · Hongarije · IJsland · Ierland · Israël · Italië · Kazachstan · Kosovo · Kroatië · Letland · Liechtenstein · Litouwen · Luxemburg · Macedonië · Malta · Moldavië · Montenegro · Nederland · Noord-Ierland · Noorwegen · Oekraïne · Oostenrijk · Polen · Portugal · Roemenië · Rusland · San Marino · Schotland · Servië · Slovenië · Slowakije · Spanje · Tsjechië · Turkije · Wales · Wit-Rusland · Zweden · Zwitserland